# San Lazzaro degli Armeni
Vous lisez un « bon article » labellisé en 2024.
San Lazzaro degli Armeni (en français littéralement « Saint-Lazare des Arméniens » ; en vénitien San Làzaro dei Armeni ; en arménien Սուրբ Ղազար կղզի, « île Saint-Lazare ») est à la fois un monastère arménien catholique et la petite île dans la lagune de Venise, en Italie, que celui-ci occupe intégralement. Le monastère est le siège de la congrégation des pères mékhitaristes depuis 1717.
L'île San Lazzaro degli Armeni est semi-artificielle et a été agrandie à plusieurs reprises entre 1717 et 1949 pour atteindre trois hectares. Elle est située à environ un kilomètre au sud de la ville de Venise et à une centaine de mètres à l'ouest de l'île du Lido. Une vingtaine de personnes, moines et séminaristes, y résident.
Tour à tour léproserie, hôpital puis usine d'armement de la république de Venise, l'île de San Lazzaro, alors abandonnée, est attribuée en 1717 à Mékhitar de Sébaste et ses moines exilés fuyant les persécutions ottomanes à Constantinople et en Grèce. Pour établir leur monastère, les Mékhitaristes restaurent les bâtiments et en construisent de nouveaux, dont un cloître, un campanile et une imprimerie. Au cours des siècles, ils agrandissent l'île au point de quadrupler sa superficie.
Le monastère abrite un musée et de nombreuses collections, en premier lieu une bibliothèque contenant 200 000 ouvrages imprimés ainsi que 3 000 manuscrits datant du VIIIe au XVe siècle. Les collections comprennent également des objets d'art anciens d'Arménie, d'Égypte antique, d'Asie, ainsi que de nombreuses peintures à l'huile. Certains bâtiments du monastère, notamment la bibliothèque et l'église, sont décorés de fresques murales et de plafonds peints par des artistes italiens des XVIIe siècle et XVIIIe siècle, principalement Francesco Zugno.
À partir du début du XVIIIe siècle, les mékhitaristes de San Lazzaro développent une intense activité culturelle, avant tout par l'édition d'ouvrages en arménien, traitant de grammaire, de poésie et de littérature, mais aussi de l'histoire et de la géographie de l'Arménie. Le monastère de San Lazzaro joue un rôle majeur dans la renaissance culturelle arménienne amorcée au XVIIIe siècle. Il permet de redécouvrir des ouvrages en arménien classique et publie notamment le premier dictionnaire arménien (1749) ainsi que la première histoire complète de l'Arménie (1781). La renommée du monastère atteint son apogée au XIXe siècle siècle lorsque nombre d'artistes, d'écrivains, de compositeurs ou de peintres venus de toute l'Europe séjournent sur l'île. Lord Byron est certainement celui qui a laissé l'empreinte la plus marquante, une salle de la bibliothèque portant son nom. De nos jours, le monastère continue de jouir d'un grand prestige dans le monde arménien et constitue un passage obligé pour les présidents arméniens ou les catholicos de l'Église apostolique arménienne, malgré l'appartenance des Mékhitaristes au catholicisme.

## Géographie

### Localisation
L'île San Lazzaro degli Armeni est située dans la lagune de Venise, à 2,5 km au sud-est de la place Saint-Marc et à environ 100 m à l'ouest de l'île du Lido. L'île de San Servolo, ancien monastère bénédictin, se situe entre Venise elle-même et San Lazzaro, à 500 m de cette dernière. L'unique moyen d'accès à l'île est le bateau, notamment la ligne no 20 du vaporetto qui relie Venise au Lido.

### Topographie
L'île San Lazzaro est de forme rectangulaire, avec une échancrure sur son côté ouest servant de port et d'embarcadère. L'île a été plusieurs fois agrandie au cours des siècles et atteint désormais une superficie de trois hectares, soit quatre fois sa taille initiale. Les bâtiments du monastère occupent la partie centrale et sont entourés par des jardins d'agrément et de maraîchage, ainsi qu'un petit cimetière.

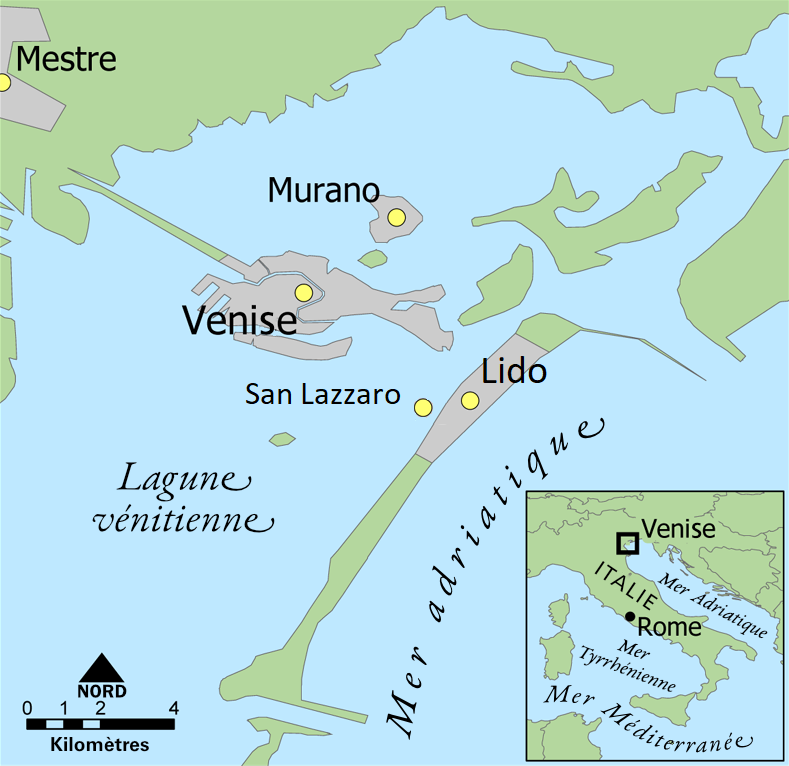
Localisation de San Lazzaro dans la lagune de Venise.
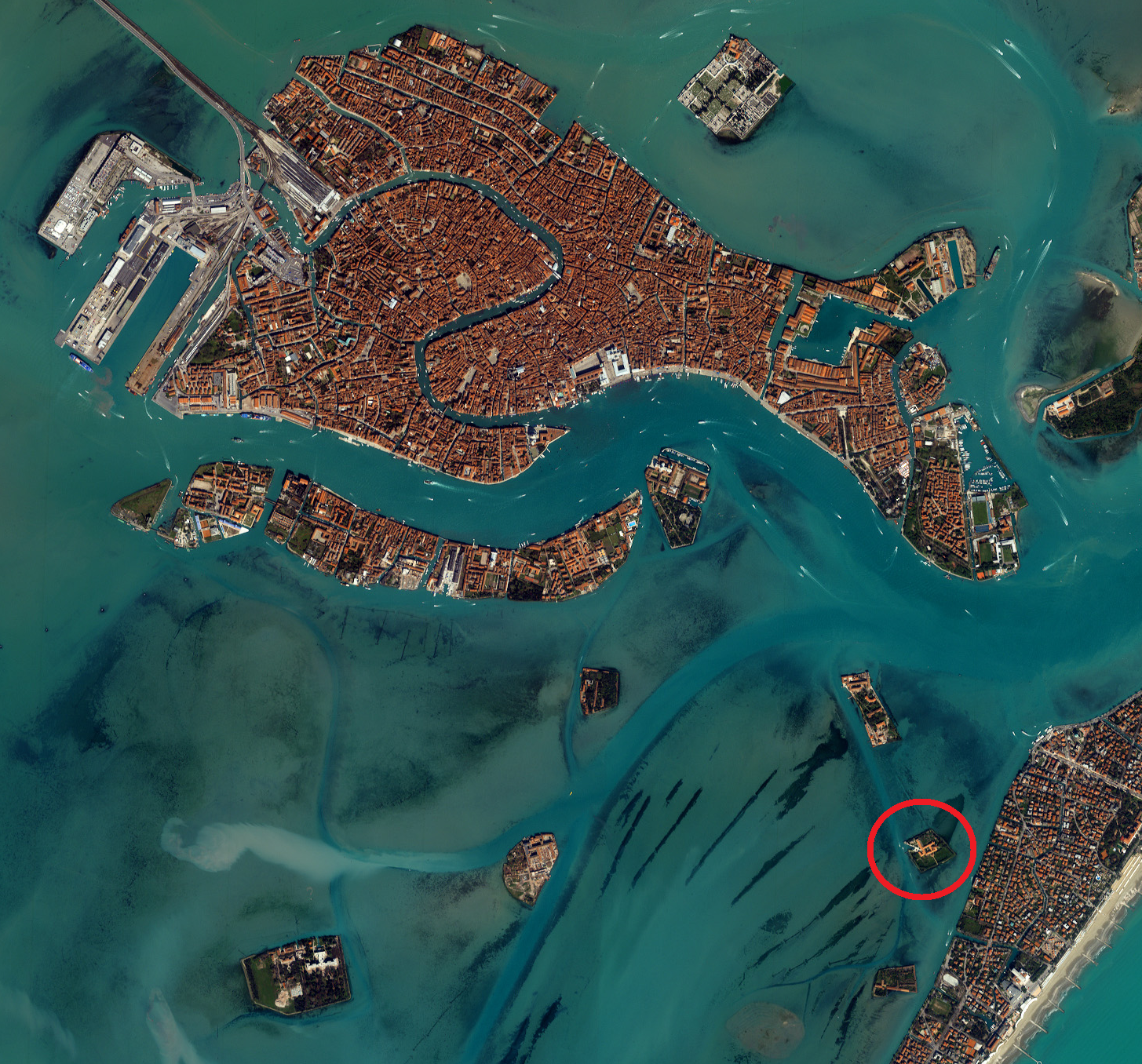
Localisation de San Lazzaro sur une vue satellite (cercle rouge).
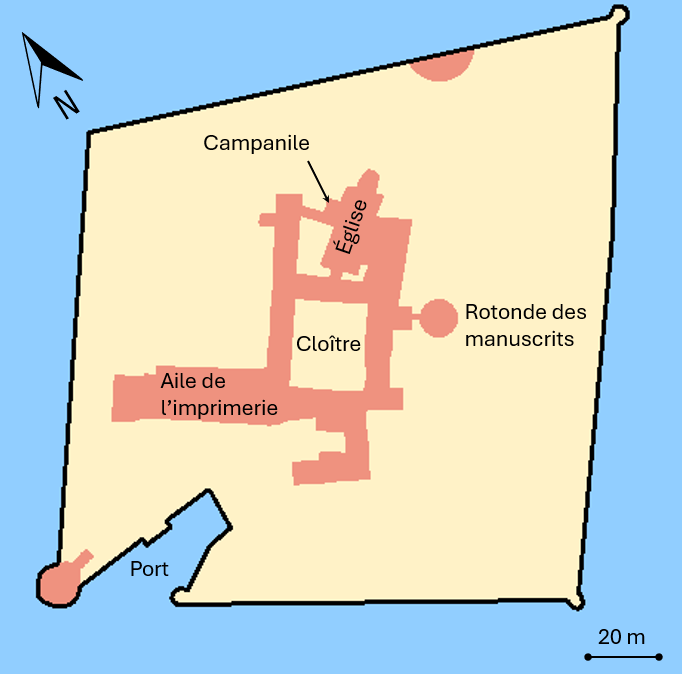
Plan annoté de l'île de San Lazzaro.

### Démographie
L'île est habitée depuis au moins le IXe siècle. Son usage et sa population ont varié au cours des siècles, l'île étant tour à tour un hôpital, une léproserie puis une usine d'armement. Des données de recensement existent depuis l'arrivée de douze moines arméniens menés par Mékhitar de Sébaste en 1715. Un siècle plus tard, en 1816, lorsque Lord Byron visite l'île, il y a quelque soixante-dix pères mékhitaristes à San Lazzaro. Leur nombre diminue par la suite. Au début des années 1840, l'île abrite cinquante moines et étudiants. En 1960, une vingtaine de moines résidents sont recensés. En 1998, un article du Los Angeles Times relève que San Lazzaro est toujours un « centre d'activité monastique », bien qu'il n'abrite plus que dix pères et dix séminaristes. En 2015, un autre article indique douze vardapets (moines éduqués) et cinq séminaristes résidant à San Lazzaro.

## Histoire

### Moyen Âge
La première mention de l'île dans un document date de 810, année où la république de Venise décide d'octroyer la garde de cette île à l'abbé du monastère bénédictin de Saint-Hilaire de Fusina. En 1182, le Vénitien Leone Paolini reçoit l'île en cadeau de la part de l'abbé de Saint-Hilaire et y transfère le lazaret de San Trovaso pour y héberger les lépreux à l'écart de la ville, à une époque où le commerce avec l'Orient apporte des épidémies, tout comme les pèlerins de retour de Terre sainte. L'île prend alors son nom actuel de San Lazzaro, soit Saint Lazare en français, le saint patron des lépreux. Paolini fait également construire la première église, dédiée au pape Léon le Grand. En 1262, l'activité de l'hôpital de la paroisse saint Gervais et saint Protais, situé en pleine ville sur le canal dei Mendicanti, est transférée vers l'île de San Lazzaro. À cette époque, l'île compte vraisemblablement plusieurs bâtiments construits en pierre et organisés autour de l'église.
En 1348, commence la construction d'une église nommée San Lazzaro. La même année l'hôpital est rénové et le patriarcat catholique de San Pietro à Venise acquiert la propriété sur l'île. La diminution des cas de lèpre dans la seconde moitié du XVIe siècle fait que l'hôpital se trouve quasiment déserté. Dans le même temps, la mendicité augmente considérablement dans la ville de Venise et le Sénat cherche une solution à ce problème. Il décide d'imiter d'autres villes italiennes comme Bologne : le 26 mai 1594 il décrète qu'outre les lépreux, l'hôpital accueillera aussi les malades souffrant de toutes les maladies de peau (notamment la gale), les vieillards et les mendiants. Le nom de l'hôpital devient San Lazzaro dei Mendicanti (« Saint Lazare des mendiants »). Les responsables de l'hôpital se rendent alors compte que la localisation sur une île n'est non seulement plus nécessaire (il n'y a plus de cas de lèpre) mais devient un handicap, car, étant éloigné de la ville, l'hôpital reçoit peu de visiteurs et peu d'aumône, une des principales sources de revenu à l'époque. En 1595, le Sénat décide le transfert de l'hôpital dans la ville. En 1601, la quarantaine d'indigents alors hébergés sur l'île déménage vers le nouvel hôpital bâti à côté de Santi Giovanni e Paolo, dans le nord de Venise. Une partie des pierres des bâtiments de San Lazzaro sont démontées, transportées et réutilisées pour construire les nouveaux bâtiments loin de l'île. Sur San Lazzaro, seuls restent un aumônier et quelques jardiniers pour s'occuper des potagers.
En 1651, des pères dominicains, chassés de Crète par les Ottomans, s'installent sur l'île pendant une vingtaine d'années. En 1678, c'est au tour de jésuites de s'y installer, qui n'y restent que peu de temps car le Sénat décide de la transformation de San Lazzaro en une usine d'armement pour faire face à la guerre de Morée à partir de 1684. Une fois la guerre remportée, San Lazzaro est laissé à l'abandon et au tout début du XVIIIe siècle il ne s'y trouve que des ruines.

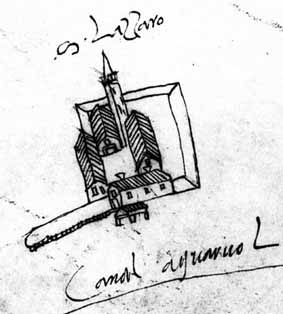
San Lazzaro dans la seconde partie du XVIe siècle. Archives de Venise.
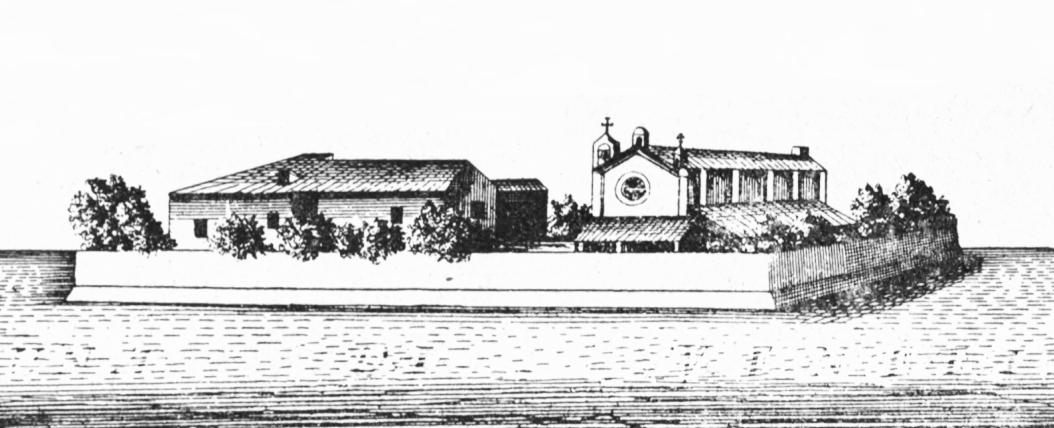
San Lazzaro vers le milieu du XVIIe siècle, dans Nurikhan (1915).
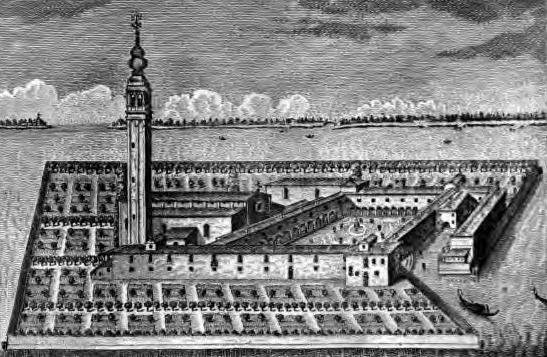
San Lazzaro vers 1874, dans Langlois (1874).
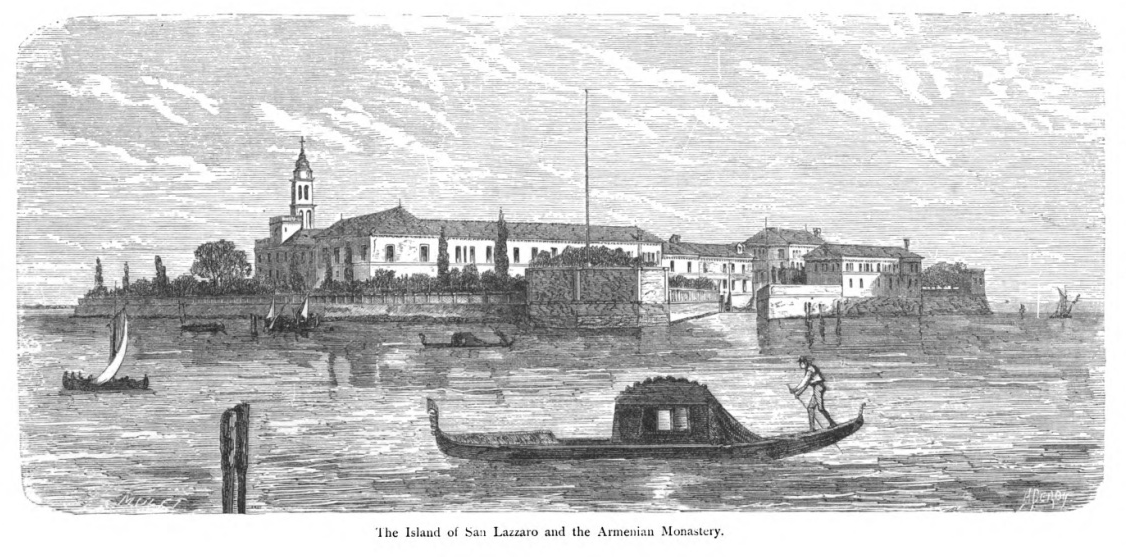
San Lazzaro en 1877, gravure de Charles Yriarte.

### Période arménienne

#### Fondation du monastère
En avril 1715, un groupe de douze moines arméniens mené par Mékhitar de Sébaste arrive à Venise en provenance de Morée, à la suite de l'invasion de cette région par l'Empire ottoman. Les moines sont tous membres de l'ordre catholique fondé par Mékhitar en 1701 à Constantinople, capitale de l'Empire ottoman, puis installé en 1703 à Methóni en Morée, après les répressions du gouvernement ottoman et de l'Église apostolique arménienne. En 1712, l'ordre est reconnu par le pape Clément XI. L'historien Victor Langlois écrit que le gouverneur vénitien de Morée et un amiral de la flotte vénitienne, « compatissant profondément à la détresse effrayante de la malheureuse communauté, ont cédé à leurs vives supplications pour obtenir la permission de s'embarquer sur un navire gouvernemental qui était sur le point de partir pour Venise ».
Le 8 septembre 1717, jour de la célébration de la Nativité de Marie, le Sénat vénitien cède l'île de San Lazzaro à Mékhitar et ses compagnons, qui acceptent de ne pas la renommer. San Lazzaro lui aurait rappelé une autre île, celle du monastère Sevanavank sur le lac Sevan, où il avait étudié dans sa jeunesse. Dès leur acquisition, les moines entament des travaux de restauration des bâtiments existants alors en ruine et toute la communauté déménage sur l'île en avril 1718 lorsque les premiers bâtiments deviennent habitables. Mékhitar dessine lui-même les plans du nouveau monastère, qui est achevé en 1740. Il comprend à l'origine seize cellules pour les moines, réaménagées dans l'ancien hôpital. La restauration de l'église dure de mai à novembre 1722. Mékhitar meurt en 1749 avant que le campanile ne soit achevé un an plus tard, en 1750. Une activité éditoriale commence dès 1718, puis une imprimerie est construite sur l'île en 1789.

#### Développement culturel
En 1797, Napoléon Ier met fin à la république de Venise qui est incorporée, en 1805, dans le nouveau royaume d'Italie. En 1810, tous les ordres monastiques sont abolis dans le royaume d'Italie, à l'exception de celui des Mékhitaristes de San Lazzaro. Les Mékhitaristes sont épargnés, selon les sources, soit grâce à l'intercession de Roustam Raza, garde du corps mamelouk de Napoléon d'origine arménienne, soit parce que l'empereur a pris connaissance de la renommée du travail scientifique et littéraire effectué au sein du monastère dirigé par l'abbé Akonts. Napoléon signe un décret, daté du 27 août 1810, qui autorise la congrégation à poursuivre ses activités en tant qu'académie. Cette activité académique contribue dès lors à étendre la renommée de San Lazzaro qui est parfois appelé en latin Academia Armena Sancti Lazari (« Académie arménienne de Saint-Lazare »). Dans les années qui suivent, les visites de prestigieuses personnes lettrées se succèdent : Lord Byron, Alfred de Musset, George Sand ou encore Nicolas Gogol.

#### Agrandissements de l'île
De 1815 au milieu du XXe siècle l'île est agrandie à quatre reprises par le terrassement de terre-pleins. Tout d'abord, en 1815, les Mékhitaristes reçoivent de l'empereur autrichien François II l'autorisation d'agrandir l'île. La zone située au nord de l'île est remblayée, ce qui permet de doubler sa superficie, qui passe de 7 900 m2 en 1815 à 13 700 m2 en 1818. En 1836, un mur d'enceinte est construit autour de la zone nouvelle. En 1912, le chenal d'accès amenant les bateaux au pied des bâtiments est comblé, le hangar à bateaux étant déplacé à l'extrémité ouest de l'île. La ligne de rivage devient rectiligne. Ces ajustements portent la superficie de l'île à 16 970 m2. Le dernier agrandissement majeur de San Lazzaro a lieu après la Seconde Guerre mondiale. De 1947 à 1949, l'île est agrandie au sud-est et au sud-ouest pour atteindre une superficie de 30 000 m2, soit quasiment quatre fois sa taille initiale,.

Étapes d'agrandissement de l'île de San Lazzaro
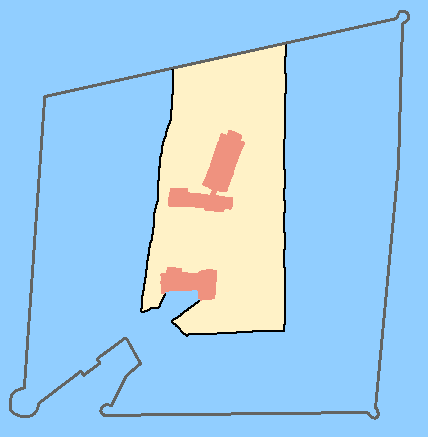
L'île à l'arrivée des pères mékhitaristes, 1717.
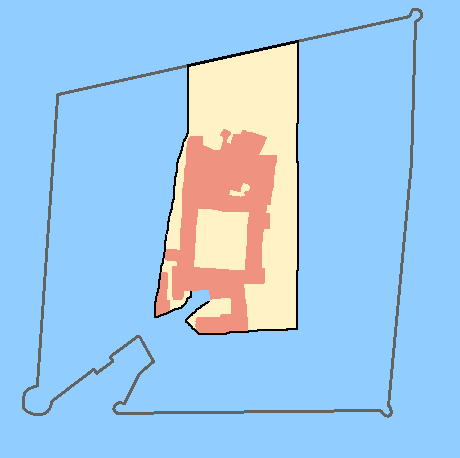
Construction du monastère par Mékhitar (1740) et de l'imprimerie (1789).
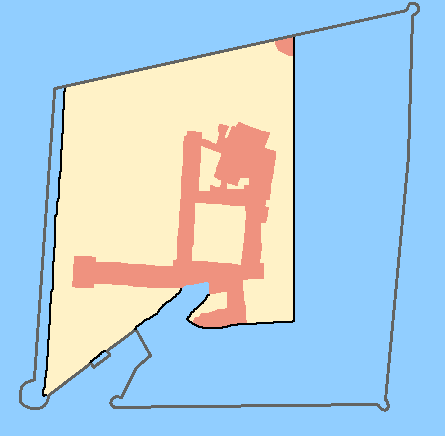
Agrandissement de l'île côté nord (1818) et construction de l'aile de la nouvelle imprimerie (1823–25).
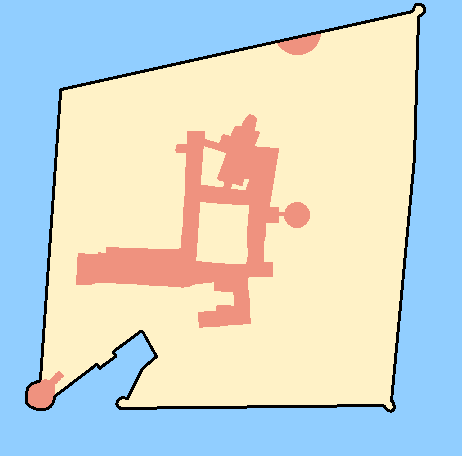
Agrandissement de l'île côté sud (1947–49).

#### Depuis les années 1960
L'île est fortement touchée par l'acqua alta du 4 novembre 1966, la plus haute connue à ce jour avec une surcote record de 1,94 m. L'eau de mer entre dans l'église et inonde le jardin du cloître pendant une douzaine d'heures. La bibliothèque et le dépôt de manuscrits ne sont pas touchés et aucun ecclésiastique n'est blessé. Dans la nuit du 8 décembre 1975 se déclare un incendie qui détruit partiellement la bibliothèque et endommage le côté sud de l'église. Deux tableaux de Gaspare Diziani sont totalement brûlés. Le 13 novembre 2019, le monastère est de nouveau inondé par une acqua alta, la plus haute depuis 1966.
De 2002 à 2004, une campagne de restauration de grande envergure est menée à San Lazzaro sous l'égide du Magistrat des eaux et de l'agence Consorzio Venezia Nuova dépendante du ministère italien des Infrastructures et des Transports. Les travaux de restauration concernent les bâtiments du monastère, les rives de l'île et le mur d'enceinte, et le hangar à bateaux.
En 2015, à l'occasion de la 56e biennale de Venise, San Lazzaro héberge le pavillon de la république d'Arménie. L'exposition, qui commémore le centième anniversaire du génocide arménien et est organisée par Adelina von Fürstenberg, remporte le Lion d'or du meilleur pavillon.

San Lazzaro au XXe siècle
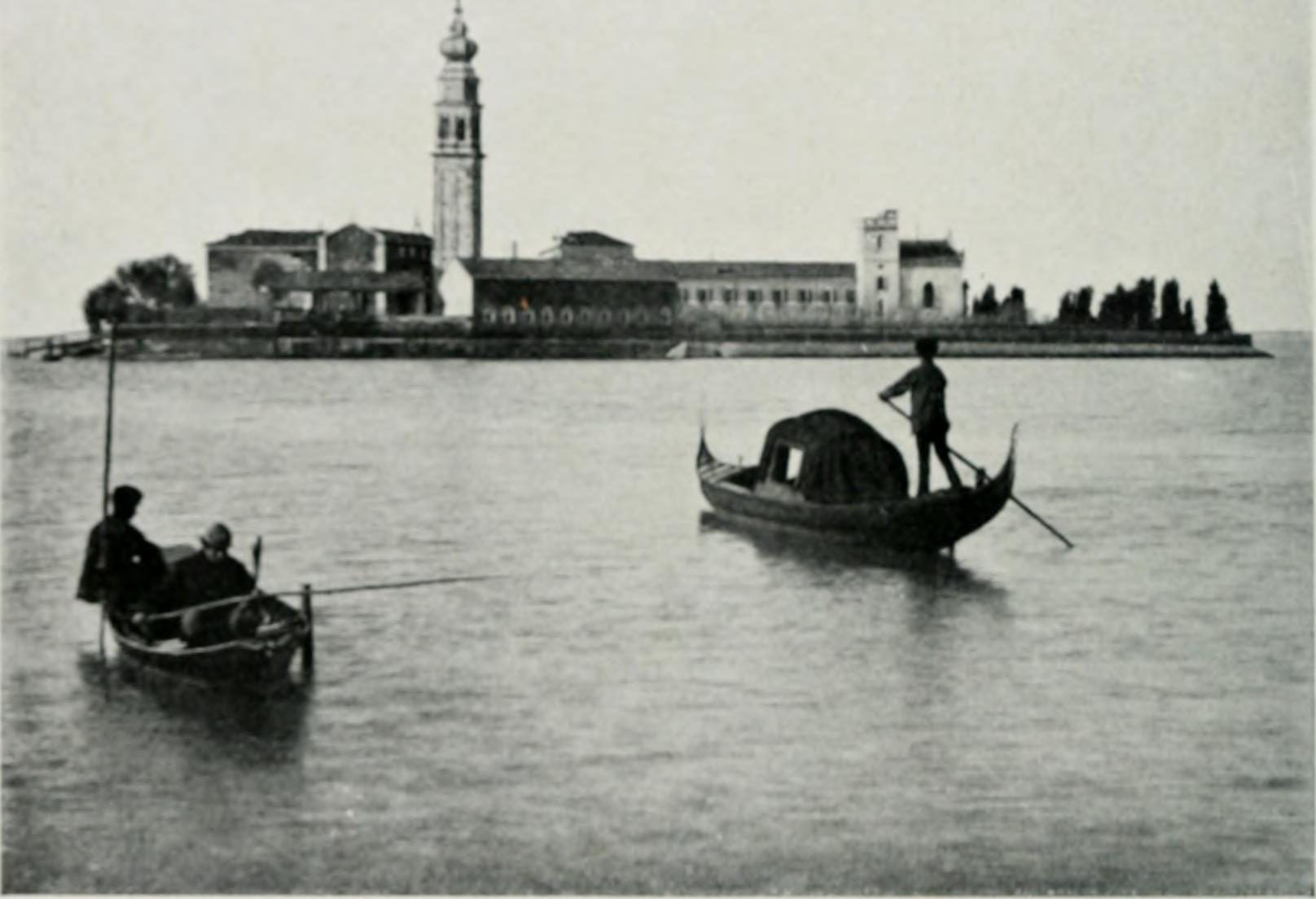
L'île vue depuis la lagune. Molmenti et Mantovani, 1904.
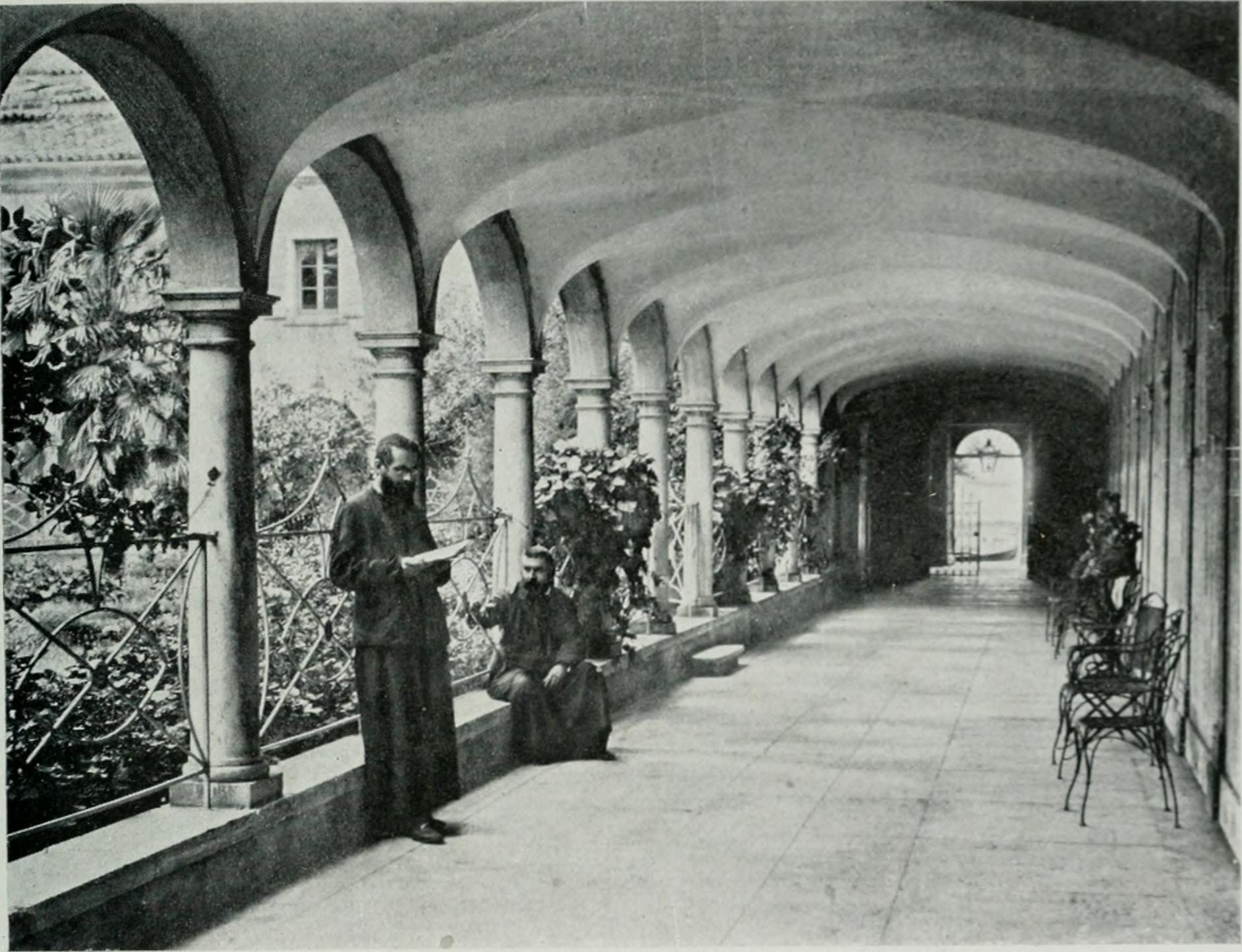
Moines dans le cloître. Molmenti et Mantovani, 1904.
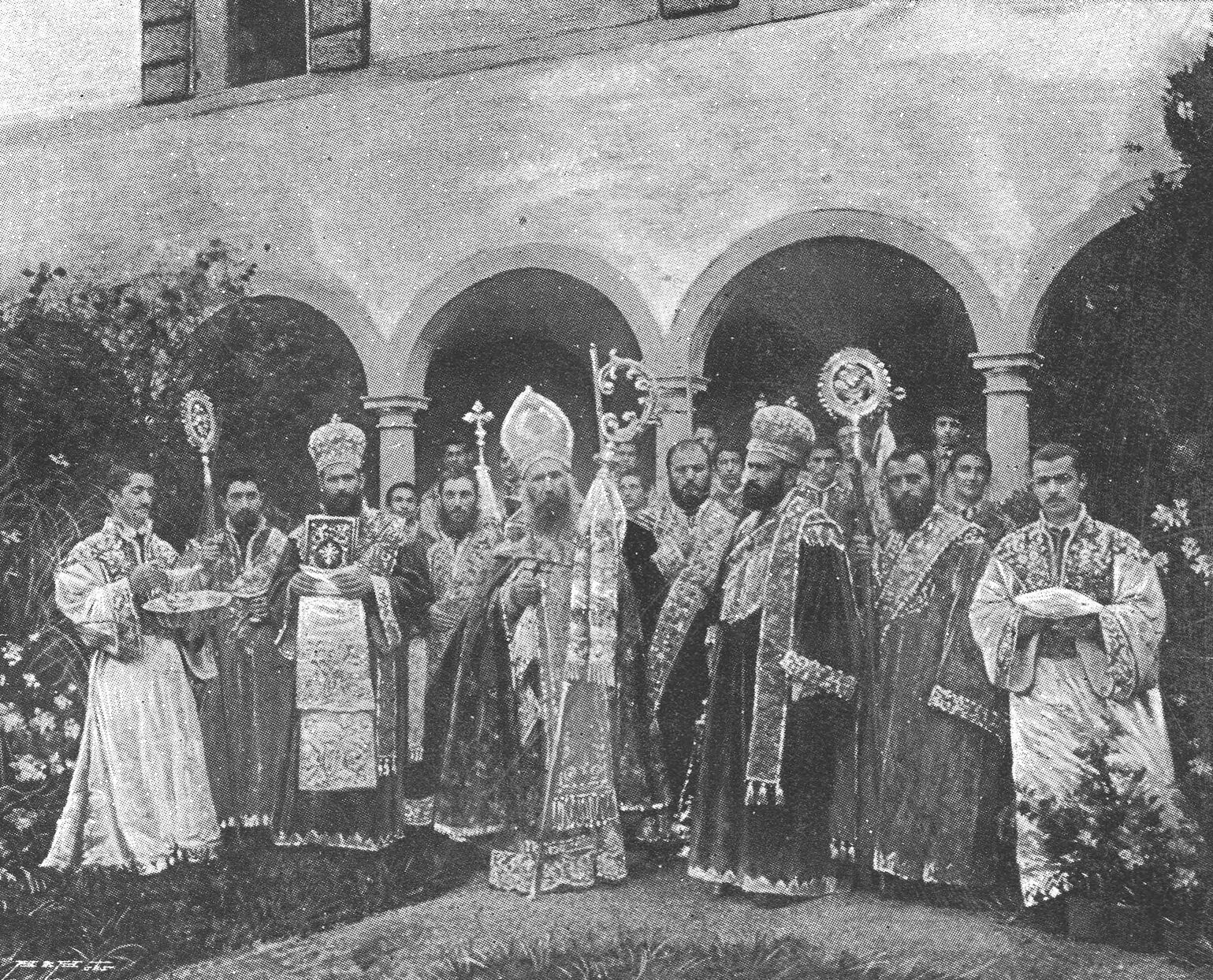
Les pères mékhitaristes en tenue de cérémonie. La Patrie, 24 février 1909.
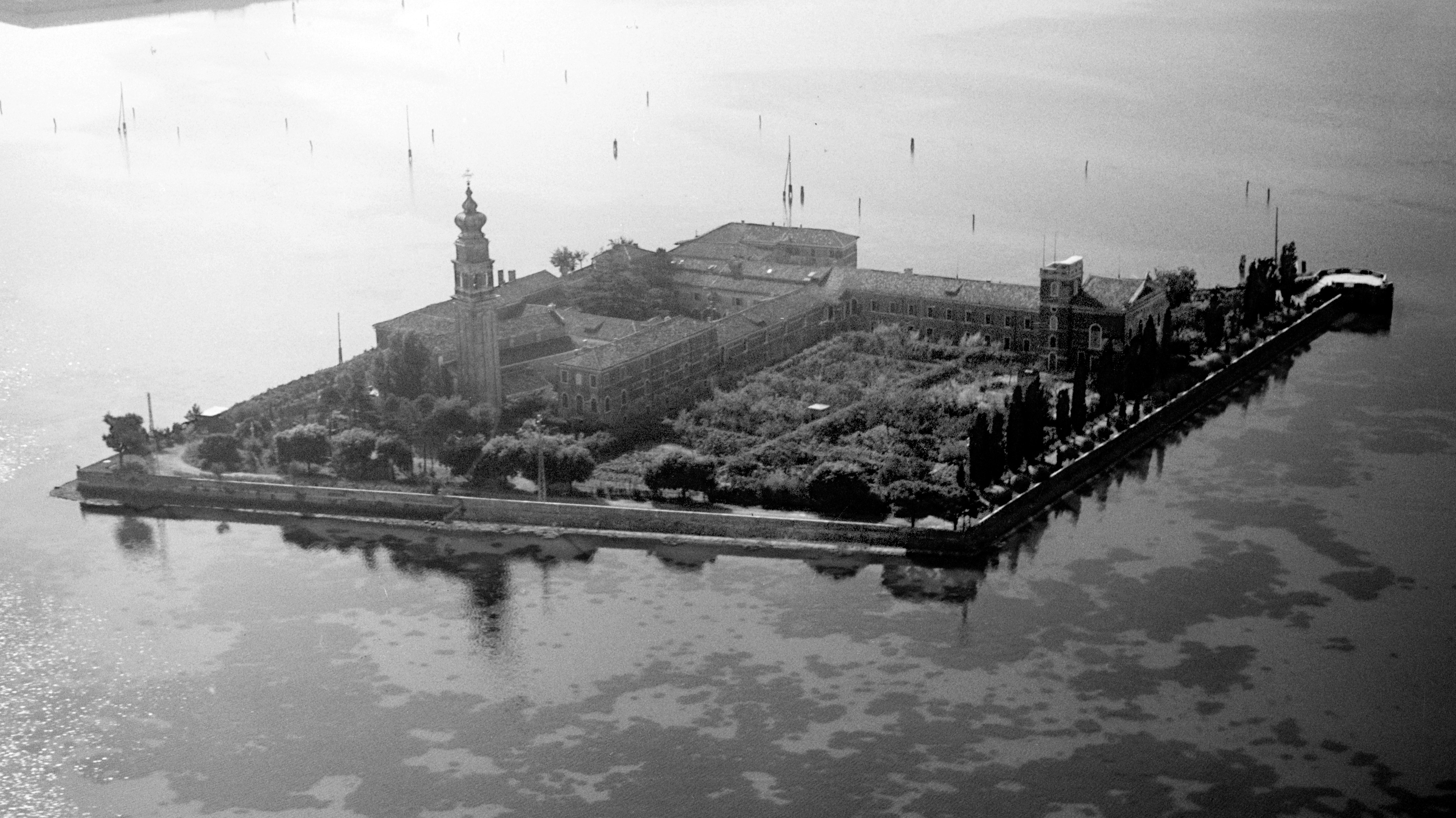
Vue aérienne de l'île. Walter Mittelholzer, 1934.

## Monastère arménien

### Description générale
Le monastère San Lazzaro est le siège de la congrégation des pères mékhitaristes. Il est habité en permanence par une quinzaine de personnes (moines, séminaristes, gardien et jardinier). Contrairement à beaucoup de monastères catholiques, les moines mékhitaristes ne vouent pas leur existence au travail agricole ou manuel mais au travail intellectuel et scientifique. Le monastère, qui occupe la totalité de l'île, est constitué par les bâtiments (logements, réfectoire, église, bibliothèque, salles d'études, etc.) et par les jardins qui les entourent. Le cloître se situe au centre de l'île et des édifices. Il se compose d'une colonnade de 42 colonnes de style dorique. Au centre se trouve un jardin planté de nombreuses essences d'arbres et d'arbustes, autour d'un puits du XVe siècle. Divers vestiges archéologiques ont été retrouvés dans le cloître, notamment des inscriptions phéniciennes et paléochrétiennes et une statue décapitée d'un noble romain d'Aquilée datant du premier siècle. Le campanile, inspiré des clochers à bulbe d'Europe centrale, est terminé en 1750. Il est séparé de l'église et se trouve sur le flanc nord de celle-ci.
En plus de la messe dominicale, des visites guidées sont organisées quotidiennement à 15 h 30 en plusieurs langues : italien, français, anglais, arménien et allemand.

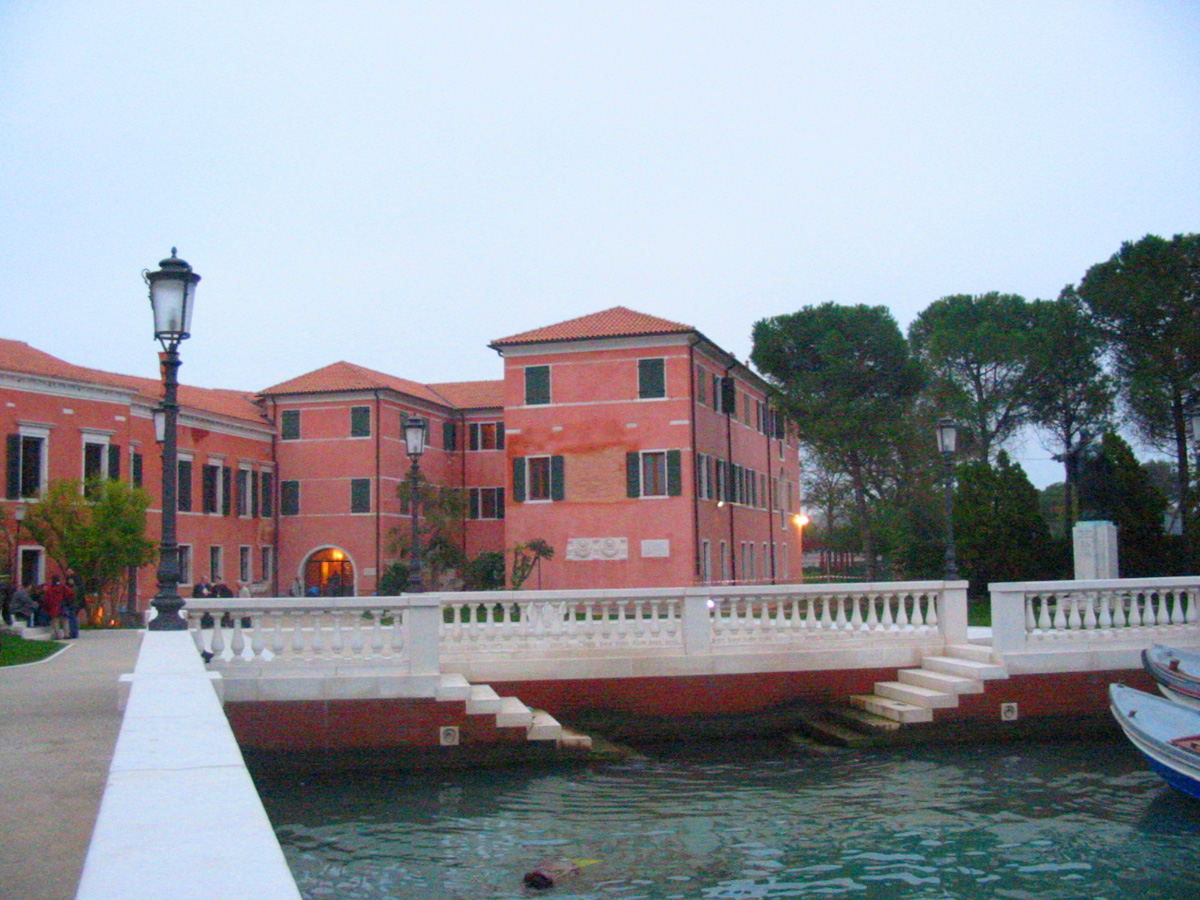
Le débarcadère de San Lazzaro.
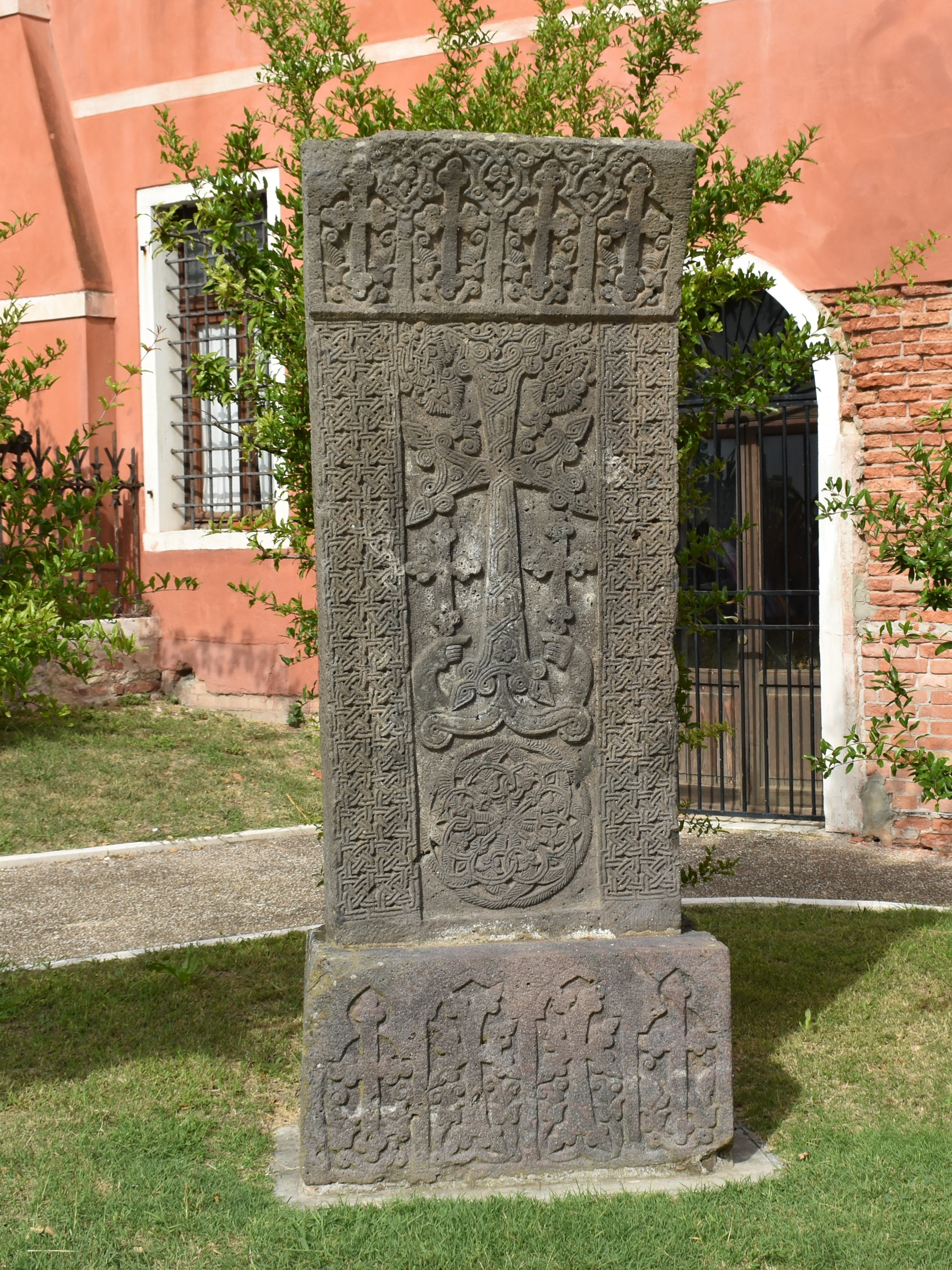
Khatchkar dans les jardins du monastère.
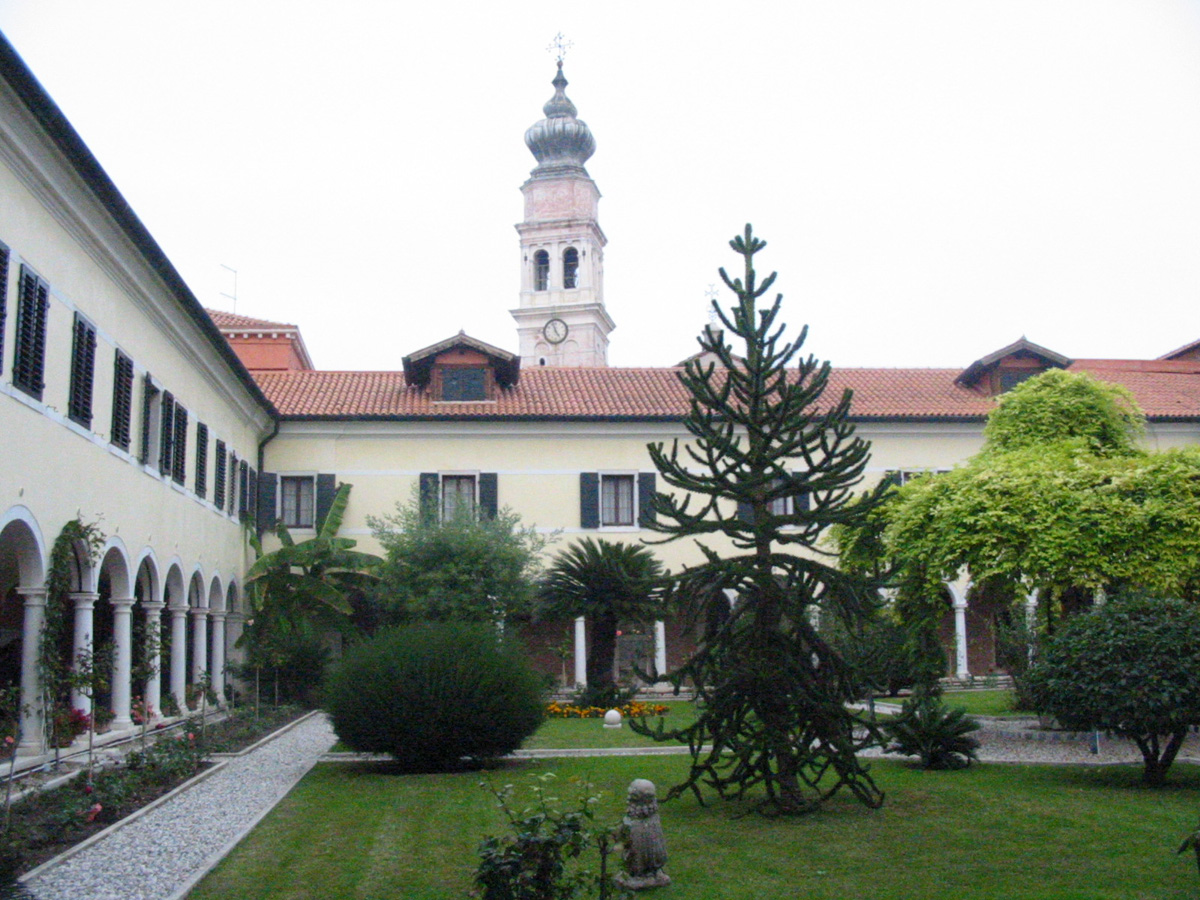
Le cloître du monastère et le campanile.
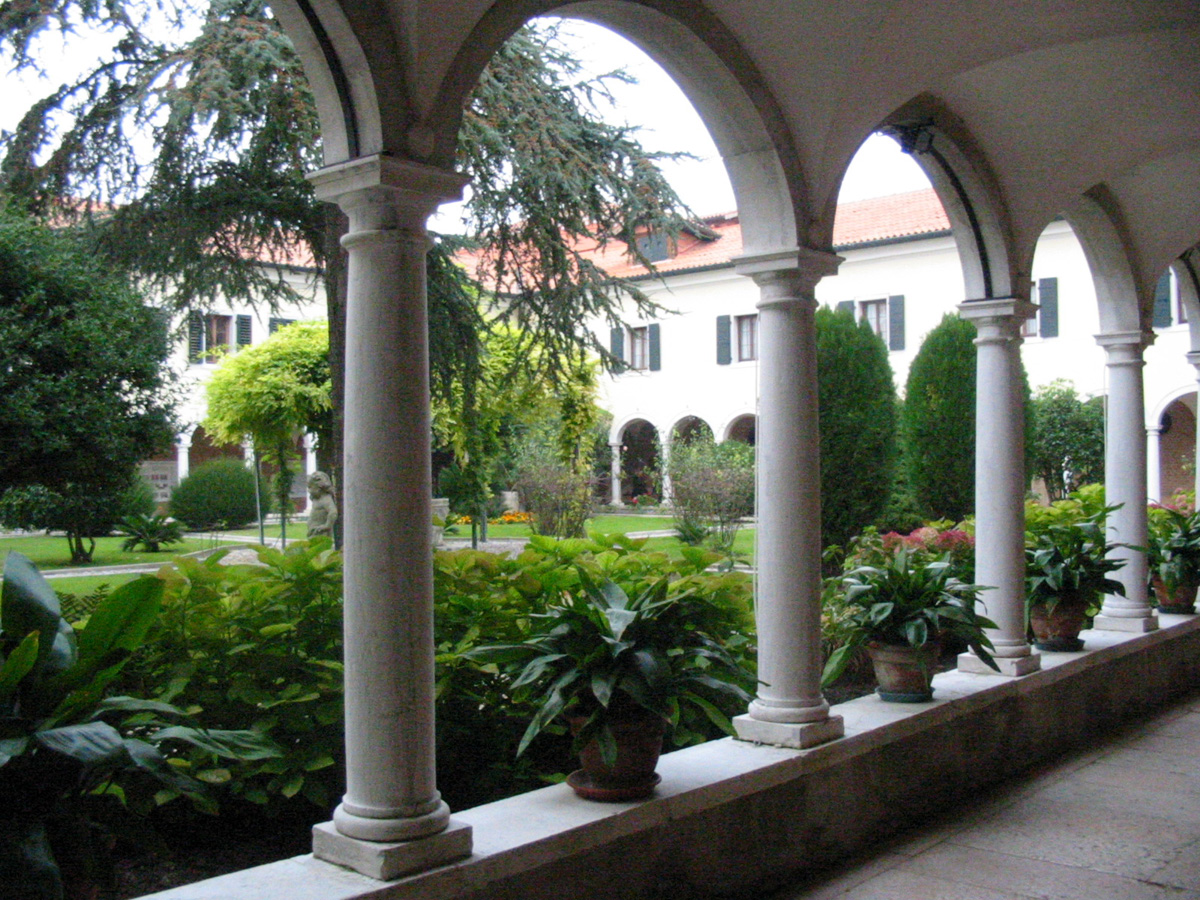
La colonnade du cloître.

### Église
L'église de San Lazzaro, bien que rénovée à plusieurs reprises au cours des siècles, conserve le style en arc brisé du XIVe siècle. L'église est largement restaurée par Mékhitar en 1722, cinq ans après l'installation des moines arméniens. L'autel est entièrement reconstruit cette année-là. L'abside est agrandie en 1899, principalement par l'ajout d'éléments néo-gothiques. L'ensemble de l'intérieur de l'église est principalement du même style. La nef est composée de trois vaisseaux rythmés par six colonnes de marbre rouge. Les trois fenêtres principales de l'abside de l'autel possèdent des vitraux qui représentent, de gauche à droite, le patriarche Sahak, saint Lazare et Mesrop Machtots.
La tombe de Mékhitar se trouve devant l'autel principal de style baroque. Quatre autres autels sont dédiés à la Sainte Croix, à saint Grégoire l'Illuminateur, à Marie et à Antoine le Grand. Tous ont été construits entre 1735 et 1738 et sont ornés, principalement d'œuvres d'artistes vénitiens. Le retable de saint Grégoire, œuvre de Noè Bordignon, représente le saint célébrant le baptême du roi arménien Tiridate III. Le retable dédié à la mère de Jésus représente la Nativité de Marie de Domenico Maggiotto. Enfin, le retable de saint Antoine peint par Francesco Zugno représente le fondateur du monachisme oriental qui a inspiré Mékhitar.
L'église abrite des fresques et des peintures d'Antonio Ermolao Paoletti, du début XXe siècle, représentant des saints majeurs du catholicisme, saint Pierre, saint Paul, Jean le Baptiste et saint Étienne, ainsi que des saints arméniens : Ghevond, Hripsimé, Nersès de Lambron, Nersès le Grand, Sandoukht, Vardan, Grégoire de Narek, Nersès Chnorhali. Parmi les autres peintures notables, datant des XVIIe siècle et XVIIIe siècle, se trouvent une Vierge à l'Enfant de Palma le Jeune, le Baptême du roi Tiridate III par Saint Grégoire l'Illuminateur de Hovhannes Patkerahan, l'Assomption de Marie de Jacopo Bassano, l'Annonciation et la Mère de la Miséricorde par Matteo Cesa, le Déluge par Leandro Bassano, la Fuite en Égypte par Marco Basaiti, l'Annonciation par Bernardo Strozzi, Sainte Thècle et les saints Pierre et Paul par Girolamo da Santa Croce, Moïse sauvé des eaux et l'Archange Raphaël par Luca Carlevarijs.

Intérieur de l'église
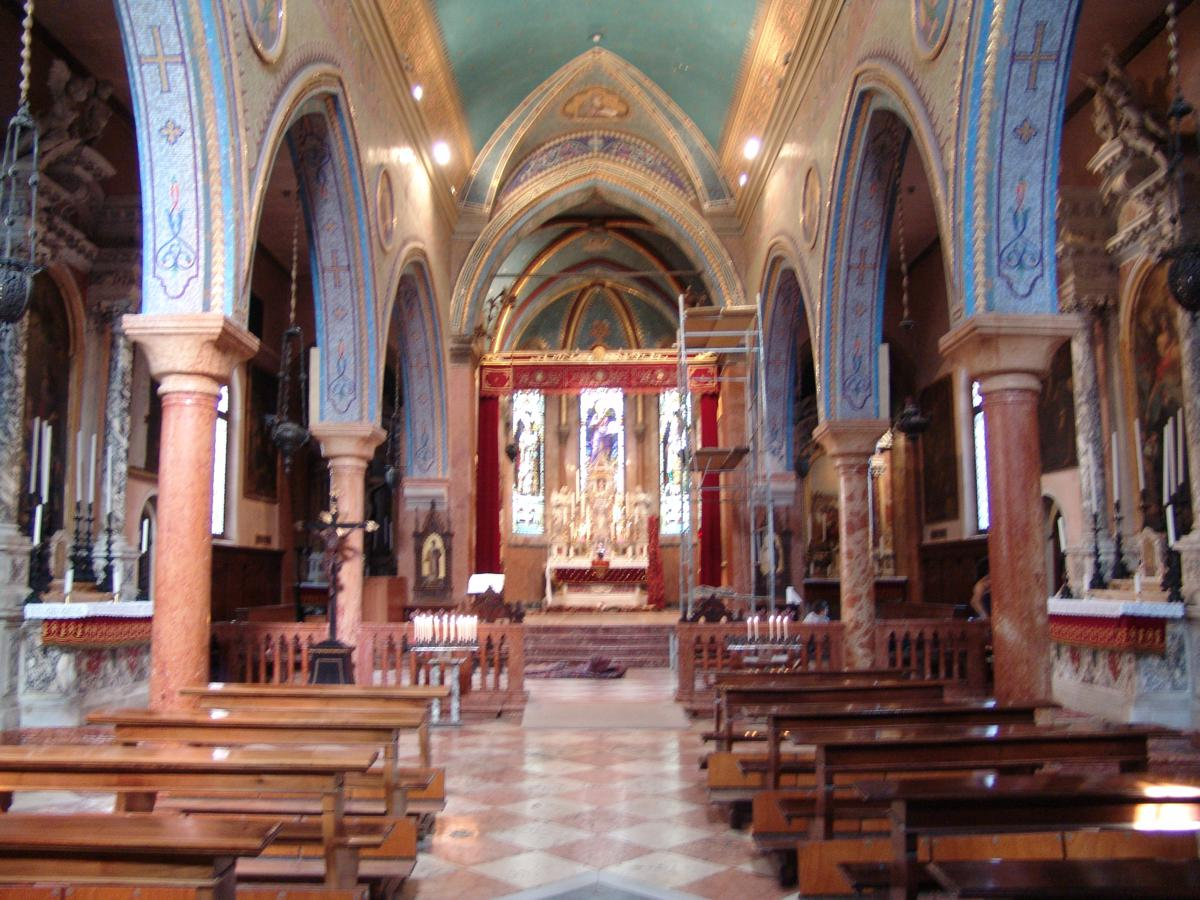
Vue d'ensemble.
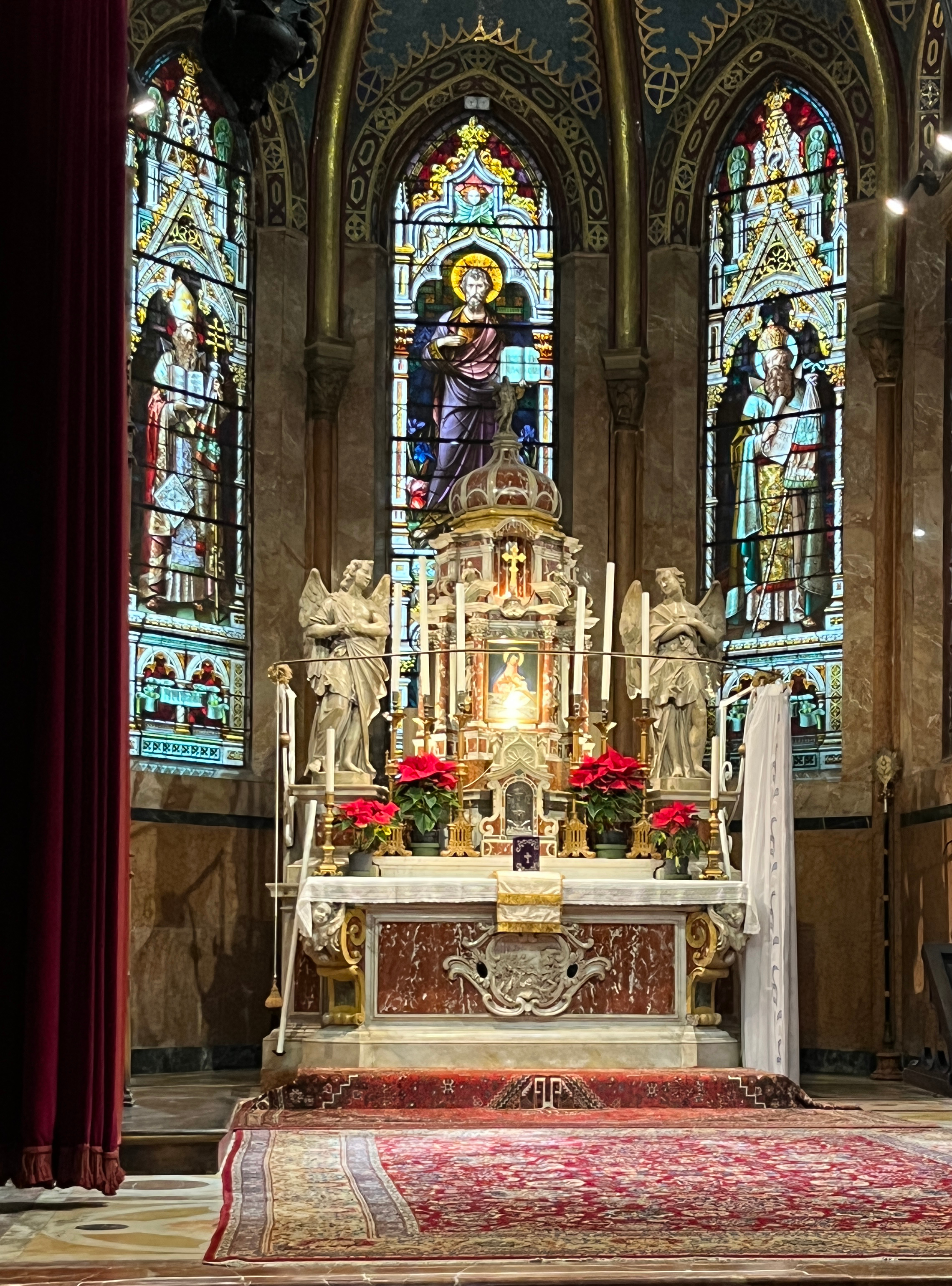
Les vitraux.
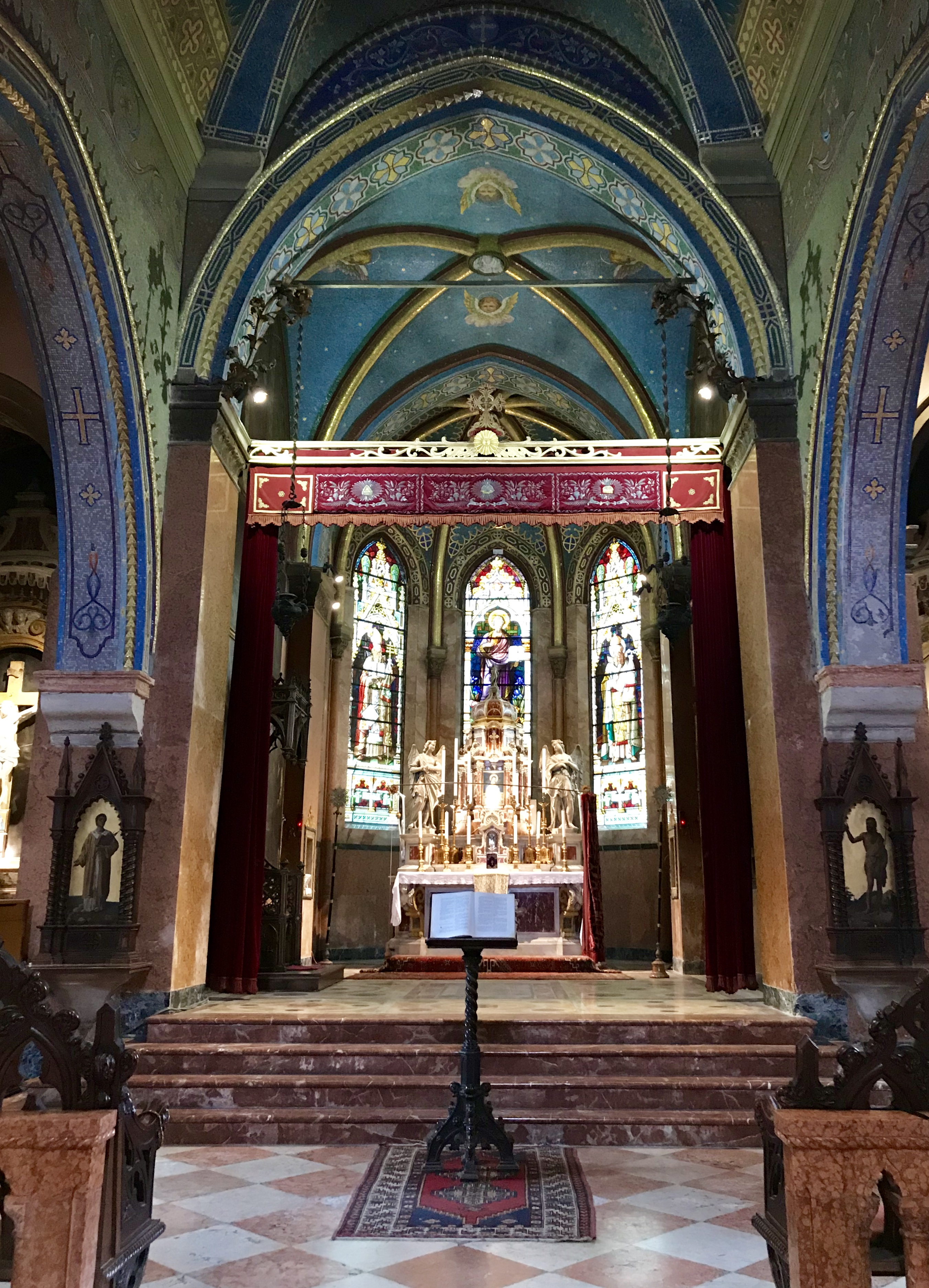
Le chœur.
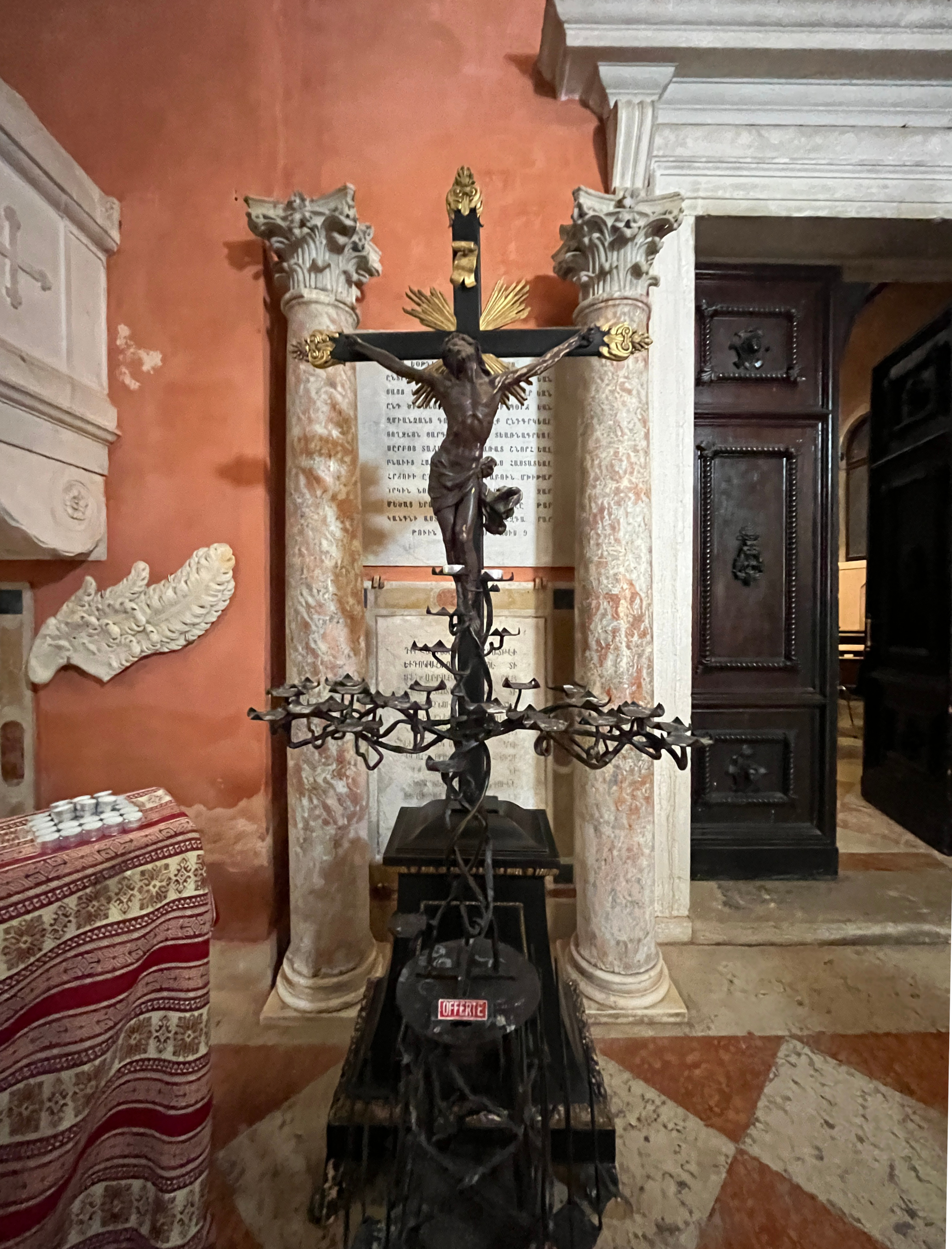
Le crucifix près de l'entrée.

### Œuvres peintes par Francesco Zugno
De nombreuses œuvres du peintre vénitien Francesco Zugno se trouvent dans divers bâtiments du monastère, dont les plafonds de la bibliothèque peint durant les années 1740 dans le style de l'école de Giambattista Tiepolo. Certaines fresques de Zugno ont été abîmées par l'incendie de 1975, comme le Jugement de sainte Catherine d'Alexandrie (fresque centrale du plafond de la bibliothèque), mais d'autres sont encore visibles comme Les Pères de l'Église d'Occident, qui faisait pendant aux Pères de l'Église d'Orient, disparue. Une Allégorie de la Foi, fresque en camaïeu de sépia, est située au-dessus de la porte d'entrée de la bibliothèque et quatre autres au-dessus des fenêtres, représentant les quatre Évangélistes. Enfin, dans l'escalier dit « de l'abbé Mékhitar » (qui conduit à la même bibliothèque), au plafond, figure une autre fresque de Zugno, dont l'iconographie fut longtemps mentionnée dans la bibliographie sous le nom erroné de l'Ange réconfortant Daniel. En fait, après étude, elle représenterait plutôt Habacuc et saint Michel Archange et serait une allégorie de l'histoire personnelle de l'abbé Mékhitar de Sébaste, qui, comme Habacuc, a affronté mille tempêtes avant de trouver l'asile qui lui a permis de se consacrer à l'étude et à l'écriture.
À l'intérieur de l'église se trouve une œuvre remarquable de Zugno : Saint Antoine abbé résistant à la Tentation, un grand retable (pala en italien) à droite de l'autel majeur. Elle fut peinte en 1737 et représente le saint en extase dans un paysage rude et montagneux, où s'enfuient des figures démoniaques. Dans la partie supérieure, apparaît le Christ accompagné d'un ange et de chérubins. Le tableau, riche de significations et de symboles, est expressif. L'influence de Jérôme Bosch se fait sentir dans la représentation des figures démoniaques, de même que celle de Tiepolo et de Véronèse dans la façon de faire les ombres et le rendu de la figure extatique. La partie supérieure du tableau n'est pas étrangère au style de Sebastiano Ricci. Le jeu des couleurs est remarquable, de même que l'opposition entre l'élégance des figures célestes comme l'ange et la rudesse du personnage de saint Antoine, représenté sous les traits du fondateur du couvent.
Au premier étage des appartements des pères se trouve un triptyque de Zugno : Saint Grégoire baptisant le roi d'Arménie, toujours des années 1737-1740, un tableau d'autel à trois volets sous la forme du retable, ce qui est plutôt rare au XVIIIe siècle. Il représente un des évènements majeurs de la culture chrétienne arménienne, le baptême du roi Tiridate III par saint Grégoire l'Illuminateur. L'influence de Véronèse dans la composition est évidente. Les traits stylistiques de Zugno sont déjà présents dans cette œuvre de jeunesse, comme l'allongement des figures ou encore les formes arrondies des visages. La tête de saint Grégoire reprend les traits du visage de Mékhitar de Sébaste, commanditaire du tableau. Les deux panneaux latéraux représentent, quant à eux, les scènes du Martyre de Saint Grégoire l'Arménien, disposées sur un fond d'éléments très décoratifs dont la douceur tranche avec la cruauté des sujets représentés. On retrouve le style propre au peintre dans l'allongement des petites figures minces et élégantes dans une formule néo-maniériste, qui deviennent plus tard un leitmotiv du peintre, surtout quand il collaborera avec le quadratoriste Francesco Battaglioli.

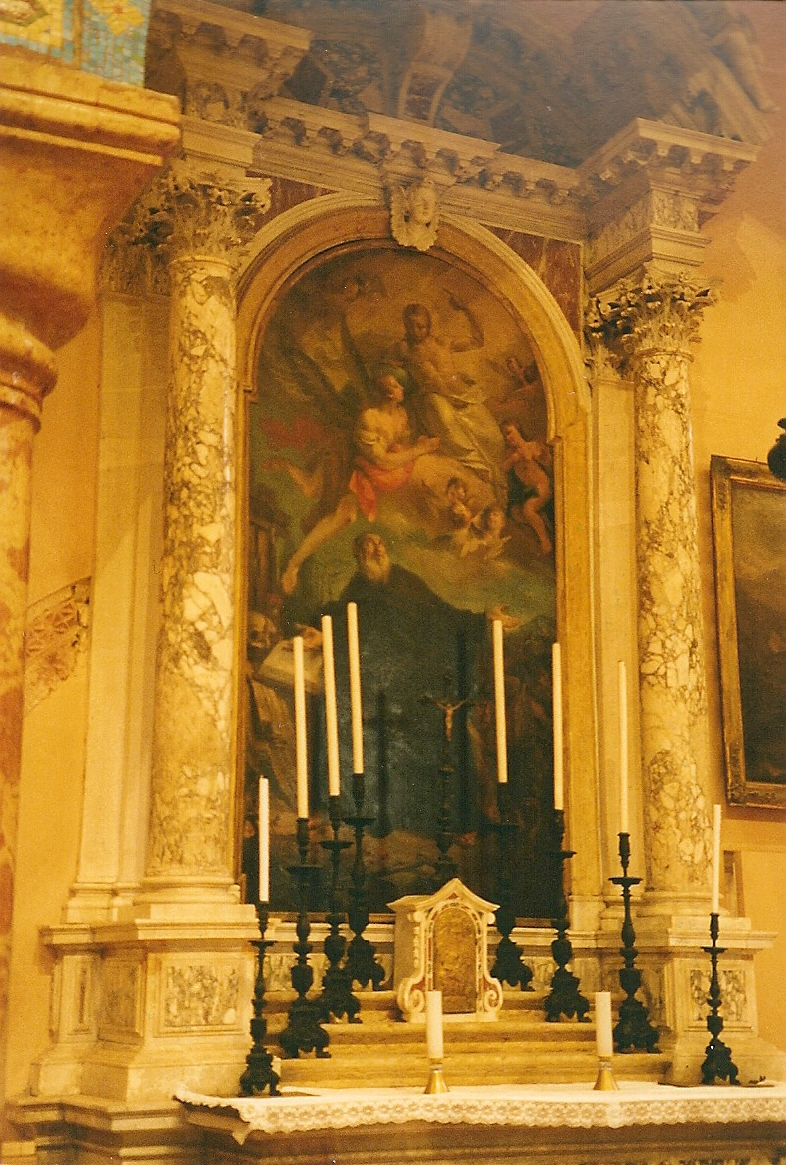
Saint Antoine résistant à la tentation, huile sur toile de F. Zugno, 1737.
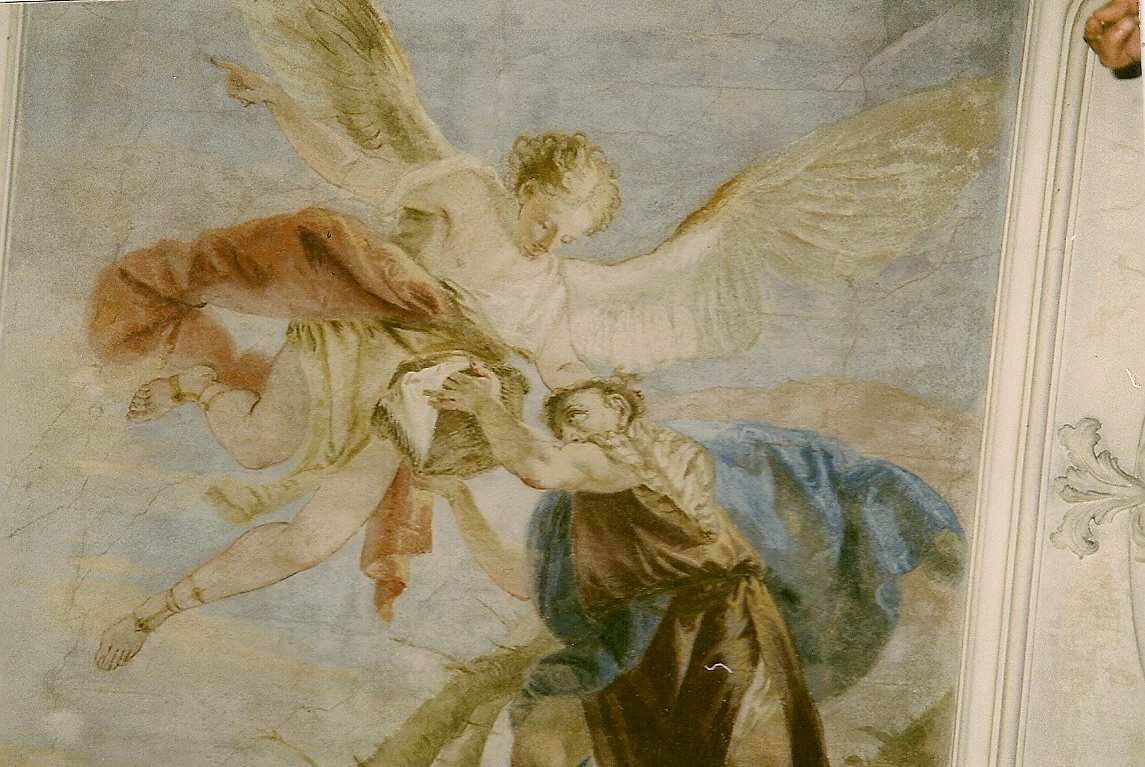
Habacuc et saint Michel Archange, fresque de F. Zugno, 1740.
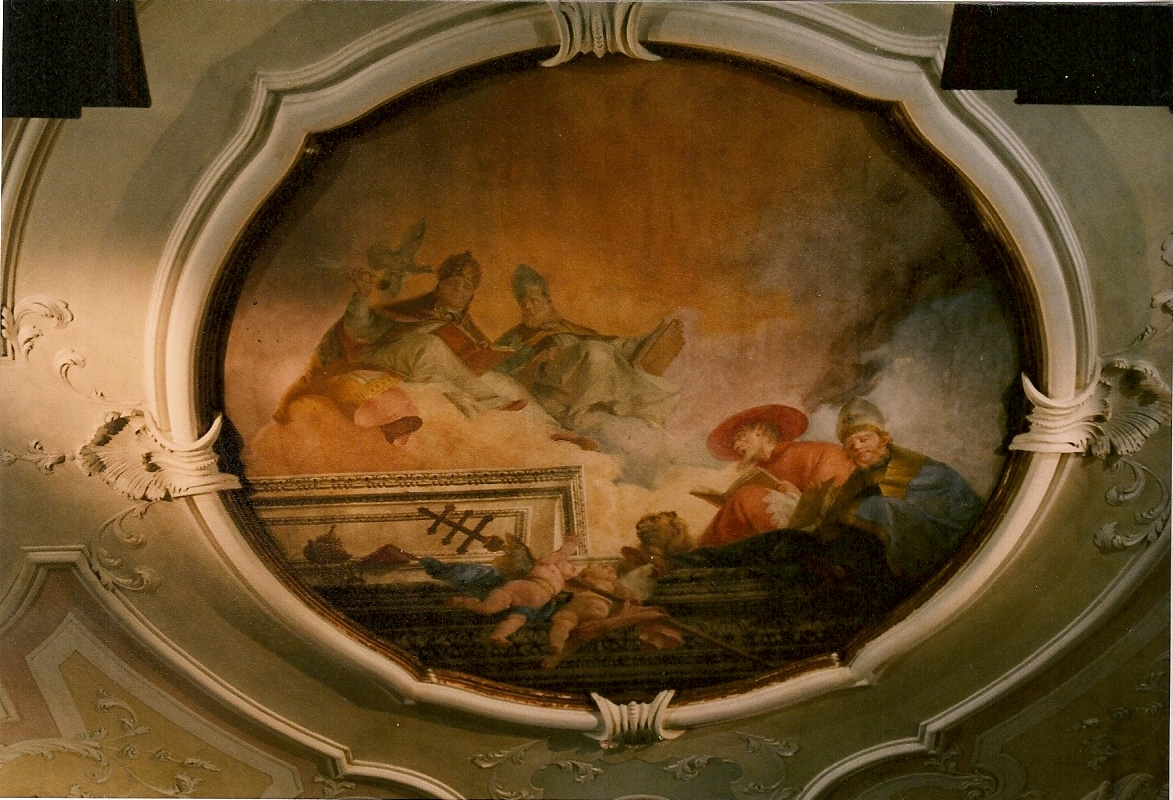
Les Pères de l'Église d'occident, fresque de F. Zugno, 1741.
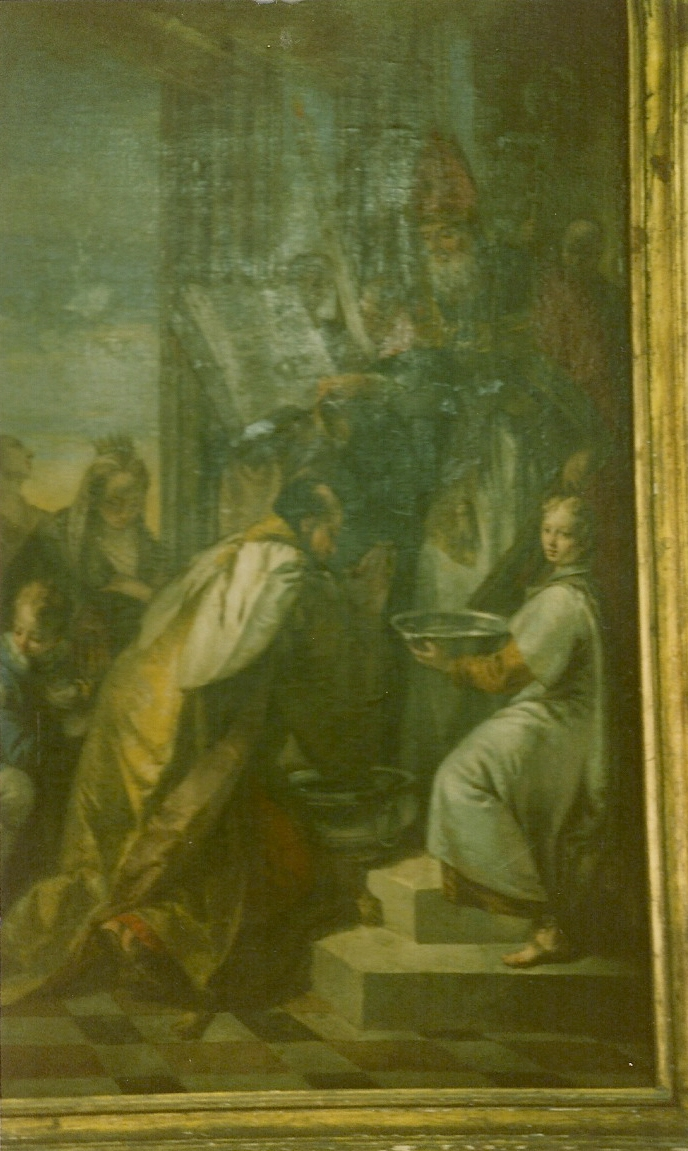
Saint Grégoire baptisant le roi d'Arménie (détail), Zugno, c. 1740.

### Jardins
Les jardins du monastère contribuent à sa renommée. Au XIXe siècle, les visiteurs admirent déjà les vergers constitués d'orangers, de figuiers et de grenadiers, ainsi que de plantes à fleurs,. La botaniste irlandaise Edith Blake écrit : « Le jardin au centre des cloîtres était gaiement fleuri, et il régnait une atmosphère calme et paisible de repos sur l'ensemble de l'endroit ». En 1905, un visiteur écrit : « L'île […] avec ses jardins de fleurs et de fruits est si bien entretenue que l'excursion à San Lazzaro est l'une des préférées de tous les visiteurs de Venise ». Les vergers et potagers sont cultivés pour l'alimentation des moines qui fabriquent notamment la vartanouche, une confiture de pétales de rose vendue aux touristes.
Dans les jardins entourant les bâtiments se trouvent quelques œuvres d'art comme une statue en bronze de Mékhitar, sculptée en 1962 par Antonio Baggio, un mémorial au génocide arménien, datant également des années 1960, ainsi qu'un khatchkar du XIVe siècle offert par le gouvernement de la république socialiste soviétique d'Arménie en 1987.

## Collections

### Bibliothèque
La bibliothèque abrite entre 150 000, et 200 000 volumes, imprimés en arménien, ainsi que dans des langues européennes et orientales (notamment arabe et copte). Quelque 30 000 d'entre eux datent d'avant 1800. La collection comprend des livres sur les arts, les sciences, l'histoire, les sciences naturelles, divers textes classiques, des critiques littéraires, de grandes encyclopédies et d'autres ouvrages de référence, ainsi que de très anciennes bibles. La collection conserve l'un des dix exemplaires existants d'Urbatagirk, le tout premier livre arménien imprimé, en 1513 à Venise.
Le sol de la bibliothèque est décoré dans un style vénitien. Son plafond, partiellement détruit lors de l'incendie de 1975, présente fresques et peintures de Francesco Zugno. Une sculpture en craie de Napoléon II par Antonio Canova est conservée dans une vitrine de la bibliothèque. Une sculpture du pape Grégoire XVI par Giuseppe De Fabris, offerte aux Mékhitaristes par le pape lui-même, est également conservée dans la salle.
En 2021, l'Initiative humanitaire Aurora fait un don de 50 000 dollars en faveur de la bibliothèque en mémoire de Vartan Gregorian.

### Manuscrits
Les Mékhitaristes considèrent leur collection de manuscrits comme le plus grand trésor du monastère. Au cours du XIXe siècle, les moines de San Lazzaro extraient de ces manuscrits et publient des textes inédits de la littérature arménienne et non arménienne. Selon des sources d'époque, en 1870, San Lazzaro possède la deuxième plus grande collection de manuscrits arméniens après Etchmiadzin, avec quelque 1 200 manuscrits. Le nombre exact de manuscrits conservés à San Lazzaro est inconnu. Selon Bernard Coulie, ce nombre est d'environ 3 000, ce qui représente environ 10 % de tous les manuscrits arméniens existants. Selon le site internet de la Congrégation mékhitariste, le monastère contient 4 500 manuscrits arméniens ; selon d'autres sources la collection comporte plus de 3 000 volumes complets et environ 2 000 fragments. San Lazzaro est généralement considéré comme la troisième plus grande collection de manuscrits arméniens au monde, après le Matenadaran à Erevan, et le Patriarcat arménien de Jérusalem. La collection est conservée dans la salle des manuscrits, une rotonde de plusieurs étages, dont la construction a été financée par le marchand d'antiquités arménien Boghos Ispenian, qui réside au Caire, et dont les plans ont été conçus par son fils Andon Ispenian. La rotonde est inaugurée en 1970 en présence du catholicos de l'Église arménienne Vazguen Ier. En 2006, certains de ces manuscrits sont exposés hors de San Lazzaro pour la première fois, dans le cadre de l'exposition Armenia Sacra organisée au musée du Louvre à l'occasion de l'année de l'Arménie en France.
Les manuscrits les plus anciens conservés à San Lazzaro datent du VIIIe siècle. Parmi les manuscrits les plus remarquables se trouvent l'Évangile de la reine Mlké, datant du IXe siècle, l'Évangile d'Adrianopolis, datant du début du XIe siècle ; La Vie d'Alexandre le Grand, traduction arménienne d'une version grecque du Ve siècle de Pseudo-Callisthène ; ainsi que les Évangiles de Gladzor, datés de 1307. Entre 1976 et 1979, quelque 300 manuscrits sont donnés par Harutiun Kurdian, pour lesquels de nouvelles vitrines d'exposition sont ajoutées. De plus, 44 parchemins de prière arméniens (hmayil) sont conservés dans la salle.

Manuscrits conservés à San Lazzaro
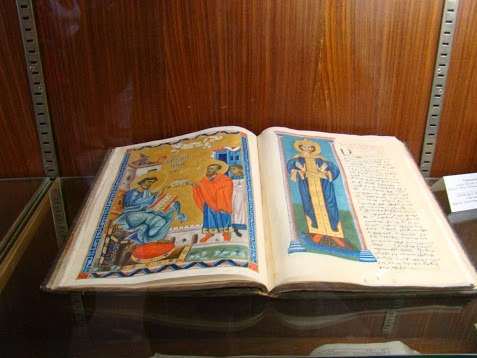
Manuscrit complet exposé dans une vitrine.
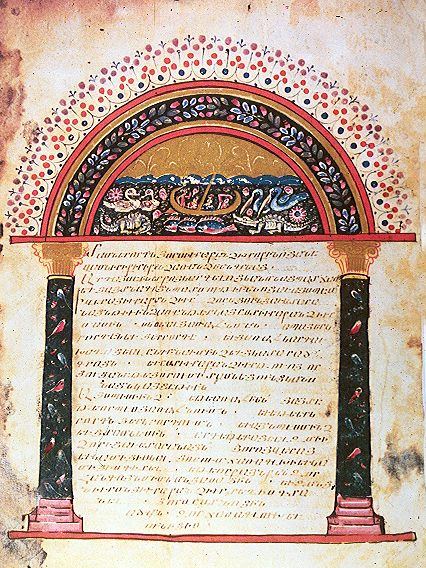
Évangile de la reine Mlké, 862.
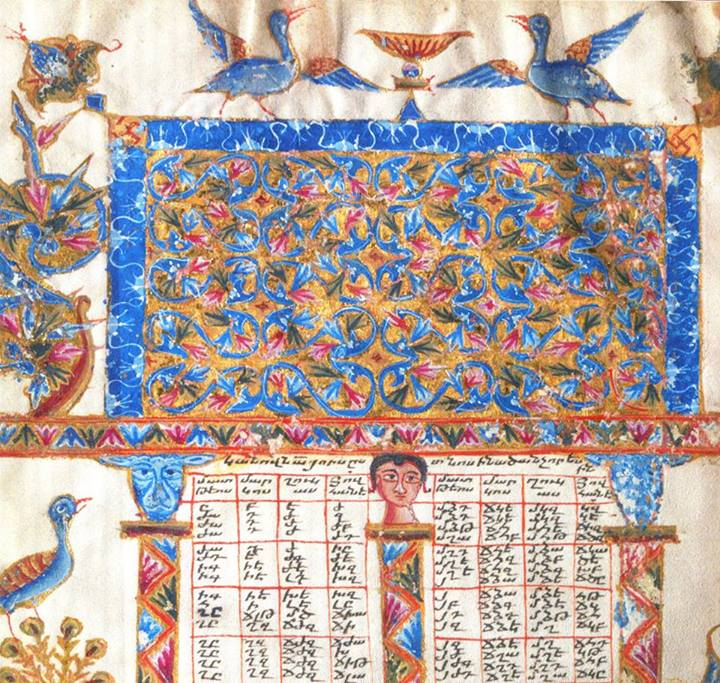
Évangile de Gladzor, 1307.
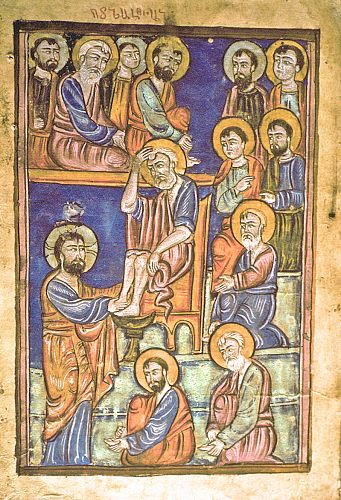
Évangile de Zakaré, 1470.

### Musée arménien
Le musée arménien a été conçu par l'architecte vénitien Giovanni Rossi et achevé en 1867. Gravement endommagé par l'incendie de 1975, il est restauré dans son état actuel par Manouk Manoukian. Il servait auparavant de bibliothèque pour les manuscrits et les ouvrages en arménien. Le musée abrite aujourd'hui des objets liés à l'histoire et à l'art arméniens, notamment des casques et des ceintures de bronze de la période ourartéenne, l'épée de Léon VI, dernier roi arménien de Cilicie, forgée à Sis en 1366, des céramiques arméniennes de Kütahya, des pièces de monnaie, des timbres et un passeport émis par la Première République arménienne en 1918-1920. De nombreux objets d'art religieux arméniens du XVIe au  XVIIIe siècle sont exposés : un bas-relief en agate provenant de la capitale médiévale arménienne Ani, un rideau provenant du monastère de l'île de Lim, des peintures de l'artiste de marine russo-arménien Ivan Aïvazovski, dont des représentations du mont Ararat et des chutes du Niagara. Son tableau Chaos (1841), sur le thème de la création biblique, a été offert à la congrégation par le pape Léon XIII en 1901. Le masque mortuaire de Komitas, le musicologue qui a créé l'école nationale de musique arménienne, est également exposé au musée. Enfin, l'une des épées les plus anciennes jamais découvertes, originaire d'Anatolie et datant du troisième millénaire avant Jésus-Christ, est conservée au musée.

### Musée des arts de l'Asie et de l'Égypte antique
Des objets d'art orientaux et égyptiens sont conservés dans la « salle Lord Byron », nommée ainsi car c'est dans celle-ci, l'ancienne salle des manuscrits, que Byron a étudié la langue et la culture arméniennes lors de son séjour à San Lazzaro. La pièce la plus remarquable est la momie égyptienne accompagnée de son sarcophage, envoyée à San Lazzaro en 1825 par Boghos Bey Yusufian, un ministre égyptien d'ascendance arménienne. Elle est attribuée à Namenkhet Amun, prêtre du temple d'Amon à Karnak, et est datée par radiocarbone à 450-430 av. J.-C. (Basse Époque). L'étude scientifique valide par ailleurs une affirmation d'Hérodote selon laquelle la sciure de cèdre était utilisée par les anciens Égyptiens pour pratiquer l'embaumement, ce matériau ayant été identifié dans l'estomac du prêtre.
La collection comprend également des vases étrusques, des antiquités chinoises, un trône princier indien avec incrustation d'ivoire, ainsi qu'un rare papyrus en 12 segments rédigé en pali servant pour les rituels bouddhistes, avec une écriture en boustrophédon à la laque rouge sur feuille d'or, rapporté de Madras par l'archéologue russo-arménien l'ayant découvert dans un temple en 1830.

### Peintures
En dehors des peintures conservées dans l'église, la partie muséale expose de nombreuses autres œuvres dont les plus notables sont signées Edgar Chahine, Martiros Sarian, Gevork Bashindzhagian, Charles Atamian, Luigi Querena, Francesco Hayez ou encore Sergueï Paradjanov.

Musées de San Lazzaro
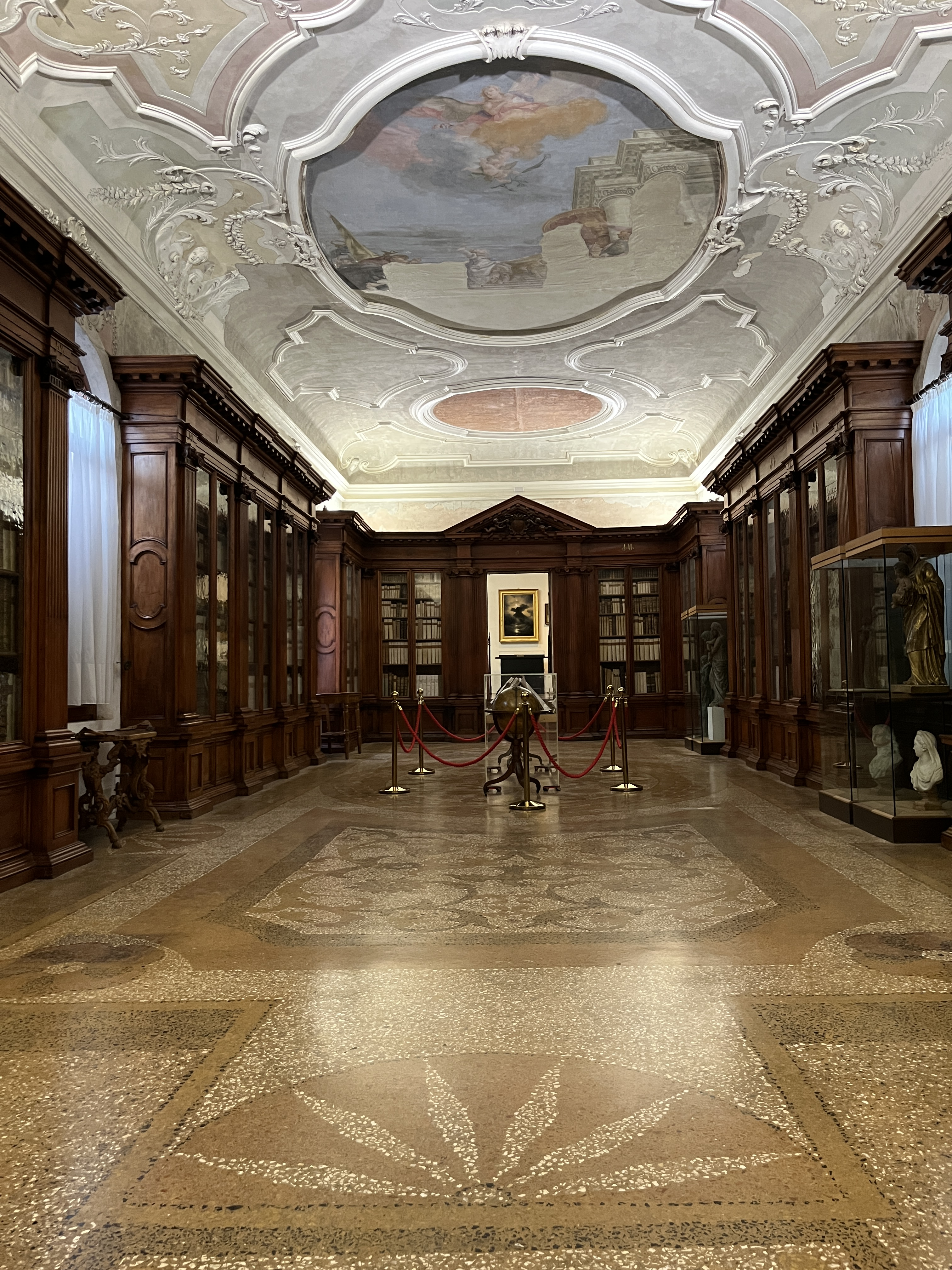
Vue d'ensemble de la bibliothèque et de son plafond.
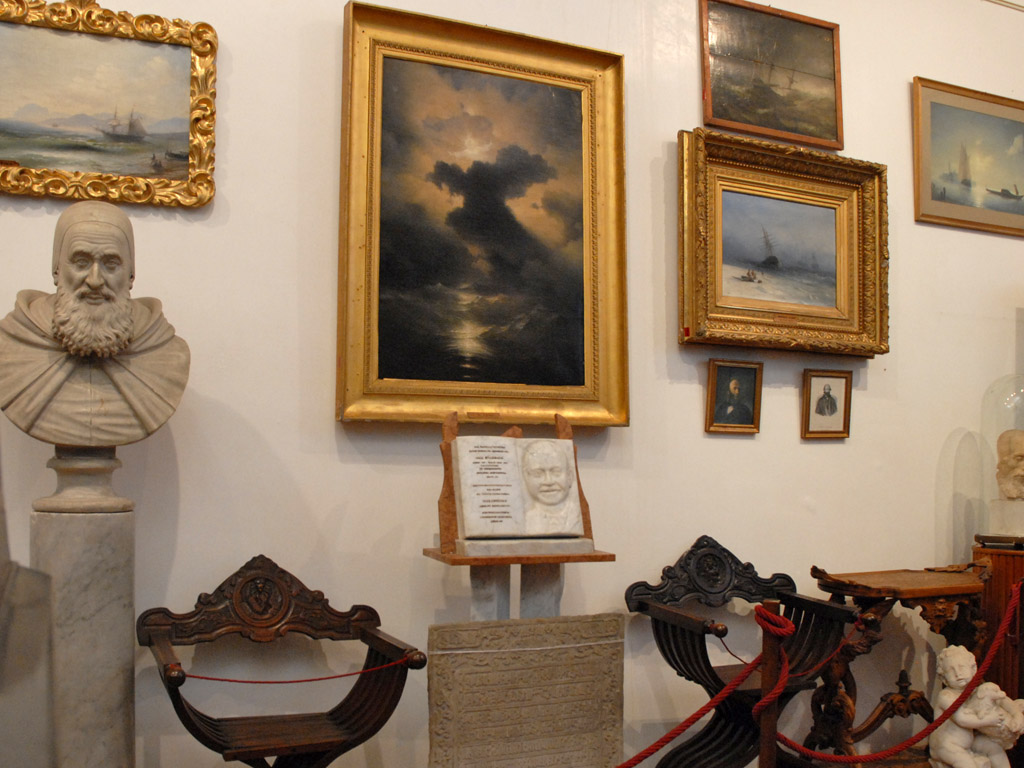
Détail du musée arménien, au centre Le Chaos d'Aïvazovski.
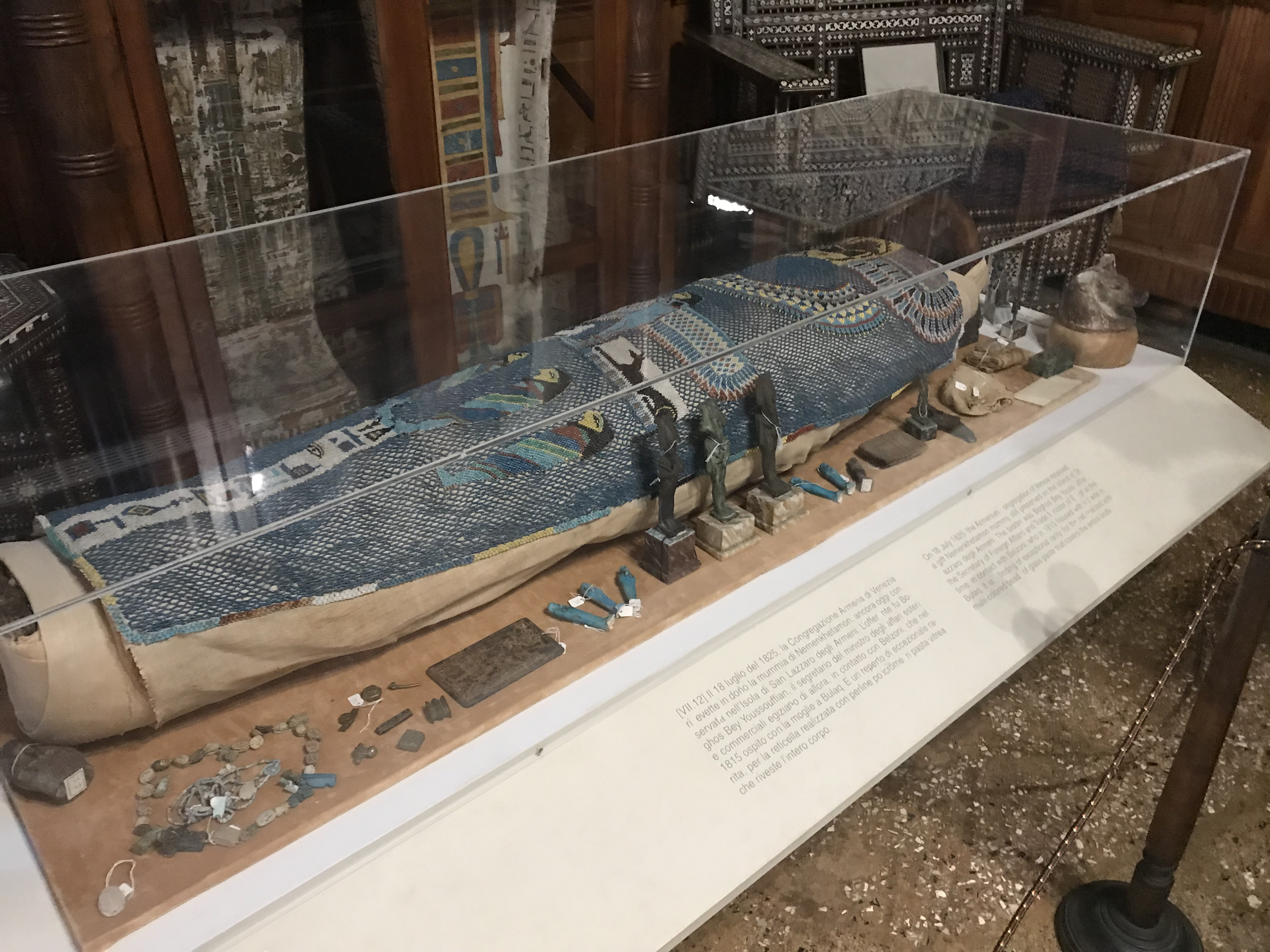
La momie égyptienne, v. 450 av. J.-C.
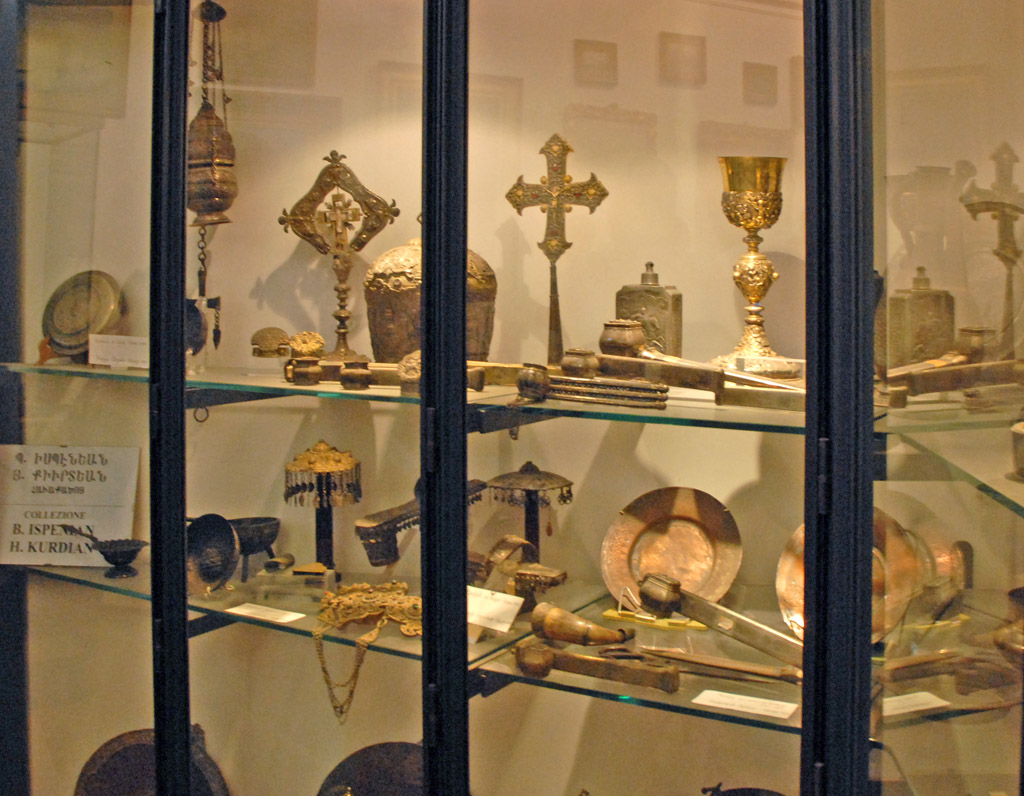
Objets sacrés dans le musée arménien.

## Activités

### Imprimerie et maison d'édition
L'activité éditoriale commence en 1718. Les moines travaillent avec l'imprimeur vénitien Antonio Bortoli, alors seul typographe de Venise autorisé à imprimer en caractères arméniens. Puis une imprimerie est construite sur l'île en 1789. À la suite du premier agrandissement de l'île, elle est transférée dans un bâtiment nouvellement construit en 1825. L'imprimerie arrête toute activité en 1991. Depuis cette date, les pères mékhitaristes de San Lazzaro continuent de publier par l'intermédiaire de leur maison d'édition, Casa Editrice Armena.
Jusqu'au début du XXe siècle, de nombreuses publications en arménien sont issues de l'île de San Lazzaro. L'universitaire Khachig Tölölyan considère que les pères mékhitaristes ont, « avec une clairvoyance et une énergie étonnantes », contribué à initier un « effort pour doter la population défavorisée du pays d'origine ainsi que les artisans et commerçants de la diaspora des moyens d'une culture nationale sur le modèle européen ». Pendant deux siècles, les publications des Mékhitaristes, tant à Venise qu'à Vienne, contribuent grandement à l'établissement de l'arménien occidental en tant que langue littéraire. San Lazzaro devient renommé dans les domaines de l'histoire, des arts et de la littérature. La maison d'édition fait imprimer des livres dans des douzaines de langues, sur des thèmes tels que la théologie, l'histoire, la linguistique, la littérature, les sciences naturelles et l'économie. Elle publie également des manuels scolaires, des traductions depuis les langues européennes et des éditions d'œuvres classiques.
Parmi toutes les publications, l'ouvrage le plus important est le dictionnaire en deux volumes de l'arménien classique (Բառգիրք Հայկազեան Լեզուի, « Dictionnaire de la langue arménienne », 1749-69), qui fait de l'arménien la sixième langue (après le latin, le grec, le français, l'italien et l'espagnol) à disposer d'un dictionnaire aussi complet. Son édition augmentée et améliorée (Նոր Բառգիրք Հայկազեան Լեզուի, Nouveau dictionnaire de la langue arménienne, 1836-37), est considérée comme une réalisation monumentale et inégalée,. Le chercheur Patrick Considine décrit ce dernier comme le « seul dictionnaire vraiment utile » pour travailler sur le vocabulaire de l'arménien classique (à l'exception du dictionnaire étymologique de Hratchia Adjarian) et le qualifie de « remarquable travail d'érudition en son temps et bien qu'en tant qu'outil de recherche étymologique, près de cent cinquante ans plus tard, il présente des inconvénients évidents, nous serions toujours perdus sans lui ». Michael Chamchian publie la première histoire moderne de l'Arménie, en trois volumes (1781–86). Ronald Suny affirme que cette œuvre majeure jette les bases de l'émergence d'un nationalisme arménien séculaire.
À partir de 1800, un périodique d'information est publié sur l'île. En 1843 est créée Bazmavēp, une revue littéraire, historique et scientifique, qui continue d'être publiée à ce jour.

### Éducation
Outre le séminaire hébergé au sein du monastère de San Lazzaro, les moines de l'île dirigent de 1836 à 1997 un établissement scolaire de second degré dans le centre historique de Venise, servant d'abord de lycée pour la communauté arménienne locale puis de pensionnat. Dans les années 1830, Moorat et Raphaël, deux marchands arméniens de Madras, décident de financer la fondation de deux écoles en Italie. Le collège Moorat ouvre à Padoue en 1834 et le collège Raphaël à Venise en 1836, installé dans la Ca' Pesaro. En 1852, ce dernier est transféré dans la Ca' Zenobio. Les deux établissements fusionnent en 1870 pour devenir le collège Moorat-Raphaël toujours installé dans la Ca' Zenobio. Cet établissement privé renommé pour son enseignement des disciplines littéraires et scientifiques forme de nombreux intellectuels et artistes arméniens jusqu'à sa fermeture en 1997. Aujourd'hui la Ca' Zenobio appartient toujours aux Mékhitaristes qui la louent pour des évènements culturels, des mariages, et y organisent des expositions dans le cadre de la biennale de Venise.

### Messes
Le seul office ouvert aux visiteurs est la messe dominicale qui est célébrée chaque semaine à 11 h. Les moines de San Lazzaro célèbrent également une messe une fois par mois à l'église Sainte-Croix-des-Arméniens située dans le sestiere de San Marco.

### Tourisme
Bien qu'à l'écart des monuments les plus célèbres de Venise, San Lazzaro reçoit la visite d'environ 40 000 personnes chaque année, en grande partie des Italiens. Il n'y a pas de visite libre ; un seul horaire de visite guidée est proposé chaque après-midi. Les moines vendent également des souvenirs et produits du monastère, la confiture de pétales de rose, nommée vartanouche, ayant le plus de succès avec 5 000 pots vendus par an,.

## Importance dans l'histoire arménienne

### Renommée internationale
San Lazzaro a une grande importance historique pour les Arméniens et est souvent décrite comme une « petite Arménie »,. C'est l'une des « enclaves ethniques » les plus riches de la diaspora arménienne et l'un des sites arméniens les plus connus au monde, avec le quartier arménien de Jérusalem.
Robert Gordon Latham écrit en 1859 que San Lazzaro est la plus importante colonie arménienne au monde et « le centre de la littérature arménienne ». William Dean Howells note en 1866 que « San Lazzaro est célèbre dans tout le monde arménien en tant que siège du savoir ». L'Oxford Dictionary of the Christian Church qualifie l'ordre des mékhitaristes occupant le monastère de San Lazzaro de « particulièrement remarquable » parmi les ordres religieux basés à Venise. Le missionnaire protestant américain Eli Smith note en 1833 que San Lazzaro non seulement ne suit pas le « système de dénationalisation de nombreuses missions romaines parmi les Églises orientales », mais qu'il a également fait « plus que tous les autres Arméniens réunis, pour cultiver et enrichir la littérature de cette nation ». Louisa Stuart Costello qualifie, en 1846, le monastère arménien de San Lazzaro de « lieu respectable, au-dessus des eaux environnantes, un monument tenace de persévérance réussie pour une bonne cause ».

### Réveil culturel
Selon Robert Hewsen, pendant près d'un siècle — jusqu'à la création de l'Institut Lazarev à Moscou en 1815 — le monastère de San Lazzaro est le seul centre d'activité culturelle arménienne qui conserve l'héritage du peuple arménien. Au cours du XVIIIe siècle, la redécouverte de la littérature arménienne classique et la création d'une langue vernaculaire arménienne par les Mékhitaristes sont des facteurs-clés de la « renaissance arménienne ». L'historien italien Matteo Miele compare le travail réalisé par les Mékhitaristes sur l'île de San Lazzaro à celui des humanistes, des peintres et des sculpteurs de la Renaissance italienne. Pendant plus d'un siècle, le monastère devient une « puissante agence pour l'avancement des connaissances laïques et religieuses » avec « des objectifs religieux, éducatifs et littéraires avérés tels ceux de l'ordre bénédictin médiéval ».

### Sentiment d'identité et nationalisme
Les activités intellectuelles du monastère, qui devient un centre d'arménologie, conduisent à un réveil du sentiment d'identité nationale arménienne. Selon Harry Jewell Sarkiss, l'accent mis par les Mékhitaristes de San Lazzaro sur « leur histoire nationale et leur langue était significatif, ils plantèrent ainsi les graines » du nationalisme arménien moderne. L'historienne Elizabeth Redgate soutient que le développement de la culture intellectuelle et de l'érudition en Arménie russe et dans les monastères mékhitaristes de Venise et de Vienne inspira un nationalisme accru parmi les Arméniens dans les années 1880. Mary Tarzian suggère que le nationalisme des Arméniens de l'Empire ottoman est né de la vision éducative des Mékhitaristes de San Lazzaro. Charles Yriarte exprime cette vision dès 1877 lorsqu'il écrit que les Arméniens « considèrent avec justice l'île de San Lazzaro comme le flambeau qui illuminera un jour l'Arménie, lorsque l'heure sera venue pour elle de revivre dans l'histoire et de reprendre sa place parmi les nations libres ».
L'activité et l'influence des pères mékhitaristes ne sont cependant pas exemptes de critiques. Michael Nalbandian, penseur libéral et anticlérical, écrit au milieu du XIXe siècle que « la lumière de notre nation doit provenir des mains d'exécrables moines papistes ! Leur « lumière » est bien plus néfaste que les ténèbres ».

## Résidents notables

### Pères mékhitaristes
Mékhitar de Sébaste réside dans l'île depuis l'installation de la congrégation qu'il a fondée en 1717 jusqu'à sa mort en 1749. Il jette les bases des études philologiques modernes de la langue arménienne en publiant des ouvrages de grammaire et des dictionnaires. Il publie une vingtaine d'ouvrages, principalement sur des sujets de théologie et de philosophie, dont une édition arménienne de la Bible (1733), un commentaire de l'Évangile de Matthieu (1737), une grammaire arménienne, un dictionnaire et un catéchisme.
Michael Chamchian est un historien ayant vécu sur l'île de 1757 à sa mort en 1823. Il est l'auteur de la première histoire moderne de l'Arménie (Histoire de l'Arménie depuis la création du monde jusqu'à l'an de grâce 1784), en trois volumes (1781-86), publication complète et influente qui est utilisée comme ouvrage de référence par les universitaires pendant plus d'un siècle.
Gabriel Aïvazovski est un homme de lettres et historien, arrivé de Crimée à l'âge de 14 ans, en 1826, pour étudier la théologie à San Lazzaro ; il est ordonné moine en 1830 et restera au monastère jusqu'en 1848. Il est connu pour son Histoire concise de la Russie et son Histoire de l'Empire ottoman. Après des assignations en France et en Russie, il finit sa vie comme évêque de l'Église apostolique arménienne.
Léonce Alishan est un poète romantique et historien arménien, séminariste à San Lazzaro de 1832 à 1838. Il y réside en tant que moine, de 1838 à 1859 puis de 1866 jusqu'à sa mort en 1901. Il est professeur puis principal au lycée mékhitariste Moorat-Raphael de Venise de 1841 à 1850 et de 1866 à 1872, et également professeur et principal du lycée Samuel Moorat de Paris de 1859 à 1861.
Luc Indjidjian est un géographe connu pour ses descriptions de l'Arménie et de la Géorgie anciennes. Il arrive à San Lazzaro en 1770 et est ordonné en 1774. Pendant toute sa vie, il alterne sa résidence entre le monastère vénitien et Constantinople où se trouve une importante communauté catholique arménienne. Il est supérieur adjoint du monastère de 1828 à sa mort en 1833.

Figures mékhitaristes de San Lazzaro
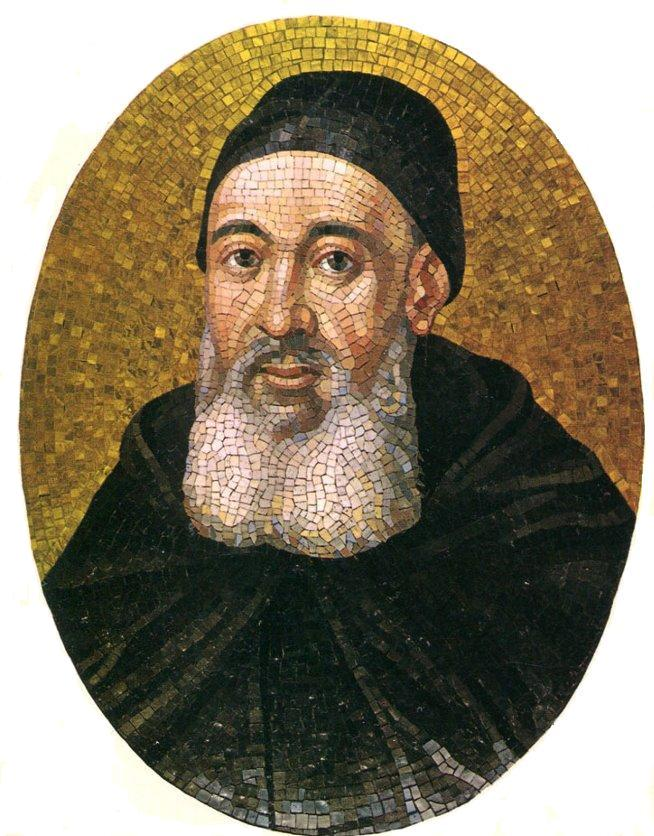
Mékhitar de Sébaste (1676-1749).
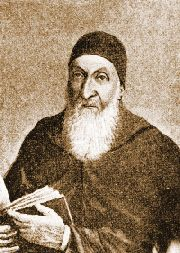
Michael Chamchian (1738-1823).
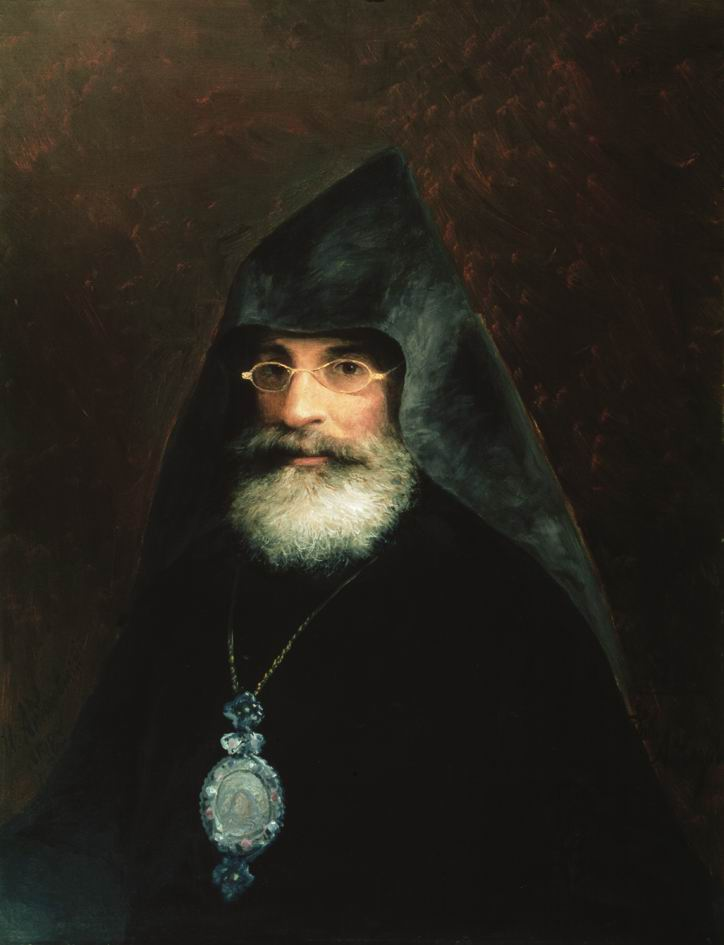
Gabriel Aïvazovski (1812-1880).
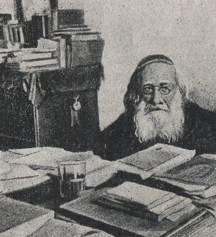
Léonce Alishan (1820-1901).

### Étudiants
- Tserents, écrivain, pionnier du roman historique en arménien. Il étudie à San Lazzaro de 1831 à 1837[80].
- Hrant Maloyan, général syrien et membre de la Légion arménienne. Il est l'élève des Mékhitaristes de 1905 à 1907[81].
- Alicia Terzian, musicologue et compositrice argentine. Elle étudie la musique sacrée arménienne au monastère dans les années 1960[82].

### Visiteurs célèbres

#### Arméniens
La place particulière de San Lazzaro dans la culture et l'histoire arménienne attire de nombreux visiteurs depuis le XIXe siècle ,. Le peintre de marine Ivan Aïvazovski visite San Lazzaro en 1840 où il retrouve son frère aîné, Gabriel, moine mékhitariste. À la bibliothèque du monastère et à la galerie d'art, Ivan s'intéresse aux manuscrits arméniens et à l'art arménien. Un autre peintre arménien, Vardges Sureniants, visite San Lazzaro en 1881 et effectue des recherches sur les miniatures arméniennes. L'ethnographe Yervand Lalayan travaille sur l'île pendant environ six mois en 1894. Le musicologue Komitas donne des conférences sur la musique folklorique et sacrée arménienne et fait des recherches sur le système de notation musicale arménien (khaz) dans la bibliothèque du monastère en juillet 1907. La première rencontre des poètes Yéghiché Tcharents et Avetik Issahakian a lieu à San Lazzaro en 1924. Le compositeur Aram Khatchatourian s'y rend en 1963 et l'astrophysicien Viktor Ambartsumian en 1969.
Au moins deux catholicos de l'Église apostolique arménienne — qui est historiquement une rivale de l'Église catholique arménienne et donc des Mékhitaristes — sont connus pour avoir visité l'île. Vazguen Ier s'y est rendu deux fois, en 1958 et 1970, et Karékine II en 2008. Depuis l'indépendance de la république d'Arménie en 1991, trois présidents arméniens ont visité San Lazzaro : Robert Kotcharian en 2005, Serge Sarkissian en 2011 et le couple présidentiel Armen Sarkissian et Nouneh Sarkissian en 2019. Le premier ministre Nikol Pachinian s'y rend en 2019. Henrikh Mkhitaryan, joueur international de football arménien, célèbre son mariage avec Betty Vardanyan au monastère de San Lazzaro le 17 juin 2019.

#### Internationaux
La renommée littéraire de San Lazzaro attire de nombreux visiteurs, plus particulièrement au cours du XIXe siècle. Parmi eux les écrivains Alfred de Musset et George Sand (1834), Marcel Proust (1900), Ivan Tourgueniev, Nicolas Gogol, Henry Wadsworth Longfellow, John Ruskin (années 1850), l'historien français Ernest Renan (1850), ainsi que les compositeurs Jacques Offenbach, Gioachino Rossini, Piotr Ilitch Tchaïkovski, et Richard Wagner (1859).
De nombreux monarques et chefs d'État visitent également le monastère, notamment Charles IV d'Espagne, Alexandre Ier de Russie, François-Joseph Ier d'Autriche, Humbert Ier d'Italie, Carol Ier Roumanie, Emma de Waldeck-Pyrmont, Wilhelmine des Pays-Bas, Napoléon-Jérôme Bonaparte, Louis Ier de Bavière (1841), Marguerite de Savoie, Maximilien Ier du Mexique et Charlotte de Belgique, Édouard VII d'Angleterre (1861), Napoléon III (1862), Pierre II du Brésil (1871), Louise du Royaume-Uni (1881), Ulysses S. Grant (1878), William Gladstone (1879).
Une légende veut que le jeune Staline, fuyant la police tsariste sur un bateau depuis Odessa, ait trouvé refuge à San Lazzaro pour en être le sonneur de cloche. Il n'en existe toutefois aucune preuve ; la seule certitude est que Staline (qui fut séminariste de 1894 à 1899) voyage en Italie et passe à Venise en 1907.

#### Lord Byron
Le poète britannique Lord Byron séjourne sur l'île de novembre 1816 à février 1817. Il acquiert un niveau suffisant en arménien pour traduire des textes de l'arménien classique vers l'anglais. Il cosigne Grammaire anglaise et arménienne en 1817 et Grammaire arménienne et anglaise en 1819, où figurent des citations de l'arménien classique et moderne. La pièce où Byron a étudié porte désormais son nom et abrite les collections asiatiques et égyptiennes des Mékhitaristes. Une plaque commémore son séjour au monastère. Byron est considéré comme le plus prestigieux de tous les visiteurs que l'île a reçus,. Jan Morris, historienne spécialiste de Venise, écrit en 1960 que « beaucoup de gens à Venise, lorsqu'on leur demande de penser à San Lazzaro, pensent d'abord à Byron, et seulement en second lieu aux Arméniens. L'esprit de Byron hante l'île ».

Représentations de San Lazzaro dans la peinture
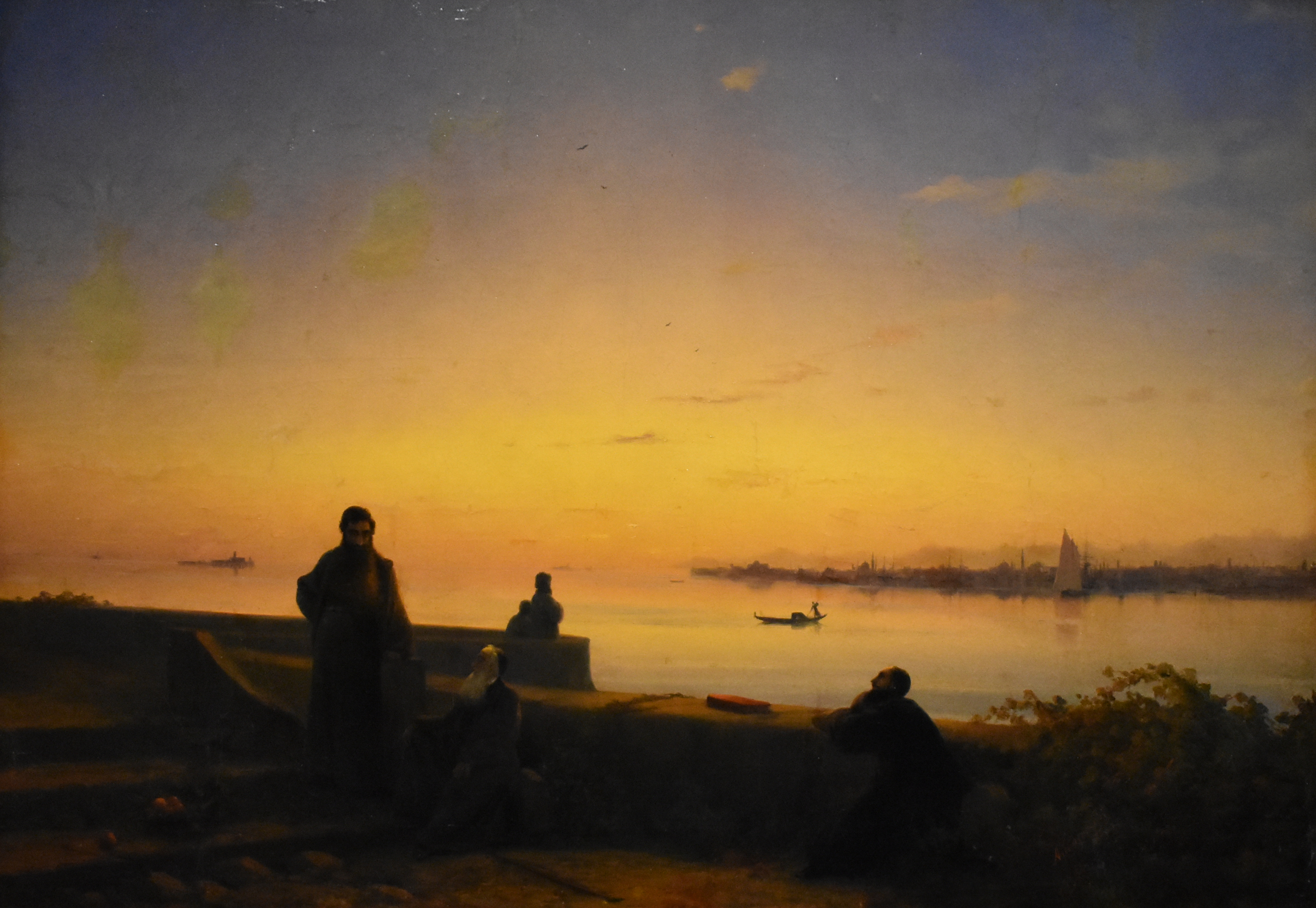
Les pères mékhitaristes de l'île San Lazzaro. Ivan Aïvazovski, 1843.
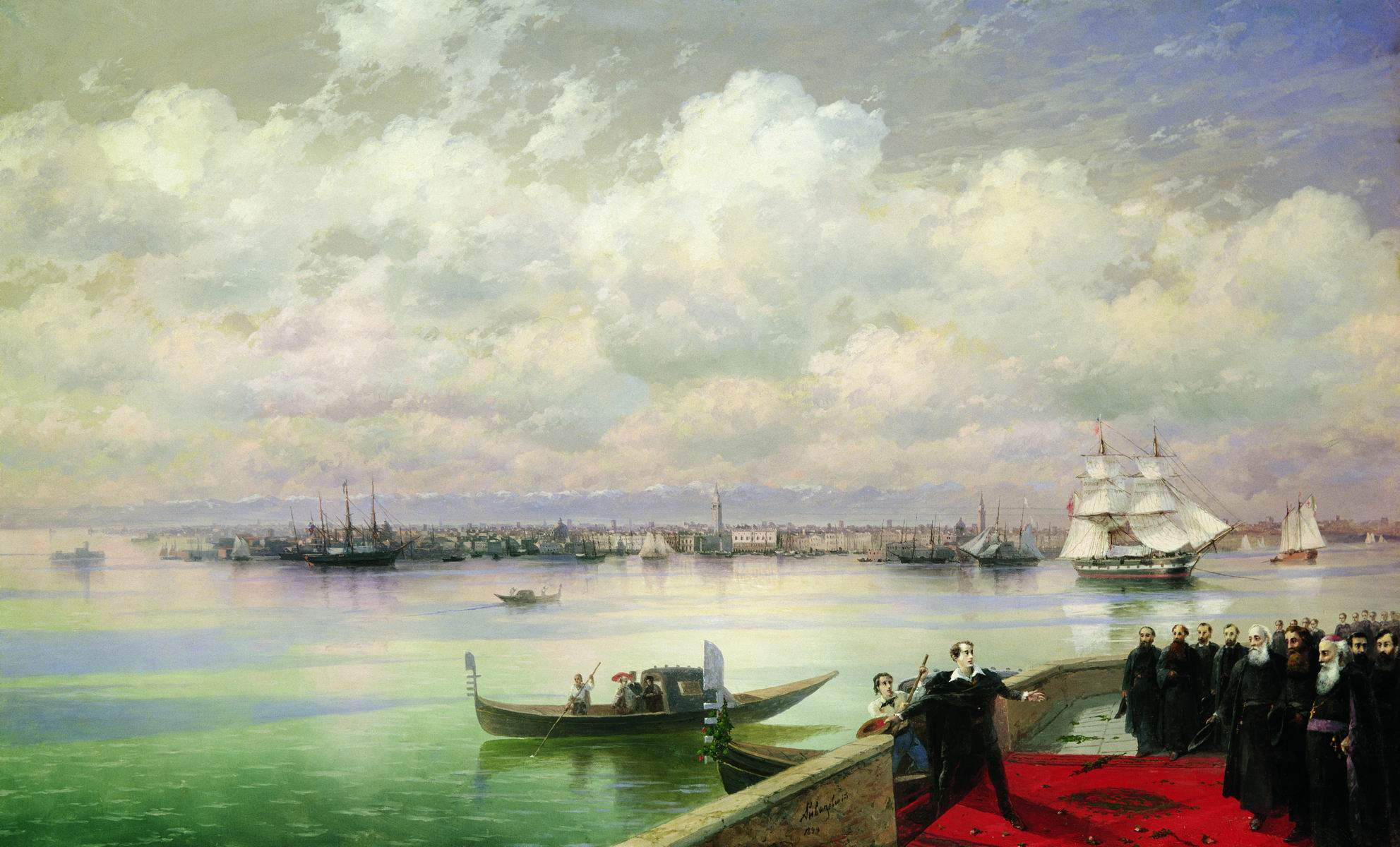
Visite de Lord Byron aux Mékhitaristes de San Lazzaro. Ivan Aïvazovski, 1899.
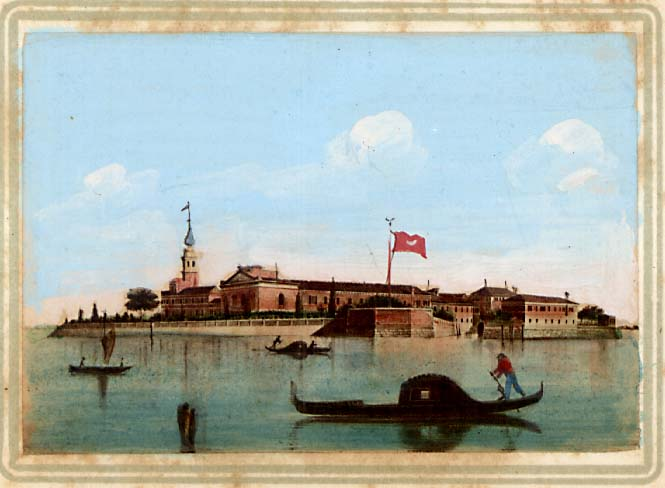
Vue de San Lazzaro depuis la lagune. Auteur inconnu, XIXe siècle.
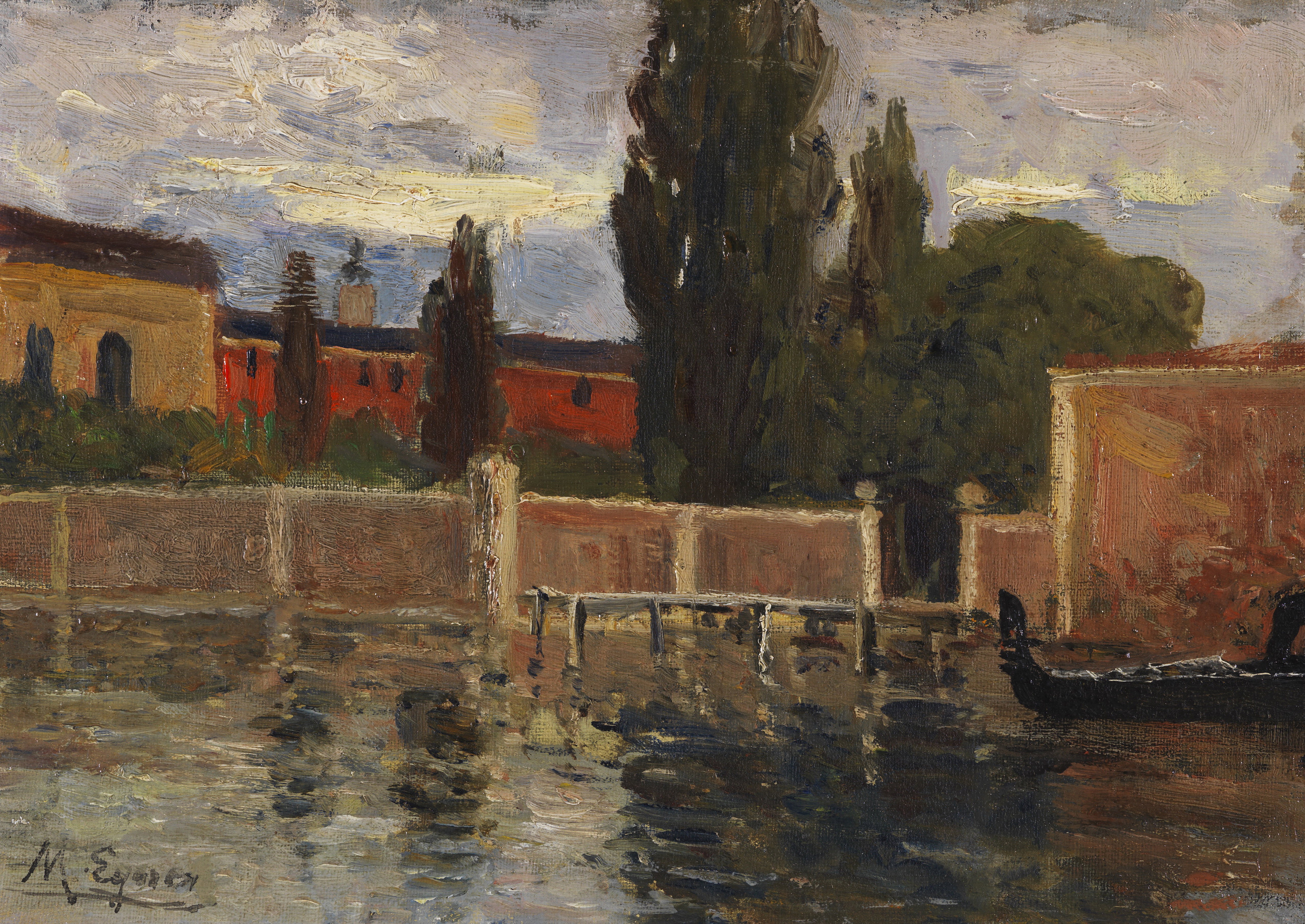
San Lazzaro près de Venise. Marie Egner, vers 1896.

#### Ouvrages en français
- Anahide Ter Minassian, « La Renaissance arménienne (XVIIe – XVIIIe siècles) », dans Gérard Dédéyan (dir.), Les Arméniens. Histoire d'une chrétienté, Toulouse, Éditions Privat, 1990 (ISBN 9782708953567), p. 45-48.
- Éric Humbert-Zugno, Recherches sur Francesco Zugno (1709-1787), peintre de l'entourage de Tiepolo, vol. 1-2, Strasbourg, Institut d'histoire de l'art, Université de Strasbourg, 1998.
- Jannic Durand (dir.), Armenia sacra : mémoire chrétienne des Arméniens, IVe – XVIIIe siècle. Exposition, Paris, Musée du Louvre, 21 février-21 mai 2007, Paris, Musée du Louvre Éditions, 2007, 472 p. (ISBN 978-2-35031-068-8).

#### Ouvrages en anglais
- (en) Agop J. Hacikyan, Gabriel Basmajian, Edward Franchuk et Nourhan Ouzounian, « The Mkhitarist (Mekhitarist) Order », dans The Heritage of Armenian Literature: From the eighteenth century to modern times, Detroit, Wayne State University Press, 2005 (ISBN 978-0-8143-3221-4), p. 50-55.
- (en) Bernard Coulie, « Collections and Catalogues of Armenian Manuscripts », dans Armenian philology in the modern era: from manuscript to digital text (dir. Calzolari Bouvier et Stone), Brill Publishers, coll. « Handbook of Oriental studies. Section eight, Uralic and Central Asian studies », 2014 (ISBN 978-90-04-25994-2), p. 23-64.
- (en) Alberto Peratoner, From Ararat to San Lazzaro : A Cradle of Armenian Spirituality and Culture in the Venice Lagoon, Venise, Casa Editrice Armena, 2015.

#### Ouvrages en italien
- (it) Rodolfo Pallucchini, La pittura nel Veneto, Il Settecento, vol. 2, Milan, Electa, 1996, 645 p.
- (it) G.M. Pilo, Francesco Zugno, Saggi e Memorie di Storia del Arte, vol. 2, Vita e Pensiero - Pubblicazioni dell’Università Cattolica del Sacro Cuore, 1959, 380 p.
- (it) Michela Maguolo et Massimiliano Bandera, San Lazzaro degli Armeni : L'isola, il monastero, il restauro, Venise, Marsilio, 1999, 165 p. (ISBN 978-88-317-7422-2).